# Episodi di Date A Live

Logo della serie

Questa è la lista degli episodi dell'anime Date A Live.
La prima stagione dell'anime, composta da 12 episodi, è stato pubblicata in prima battuta via web sul servizio di video streaming Niconico dal 31 marzo 2013, per poi avere una regolare trasmissione televisiva su Tokyo MX a partire dal 6 aprile 2013 La pubblicazione online si è conclusa il 16 giugno, mentre quella televisiva il 22 giugno. Un tredicesimo episodio aggiuntivo è stato pubblicato come OAD in Blu-ray in allegato all'edizione limitata del nono romanzo della serie originale il 9 dicembre 2013. La sigla di apertura è intitolata Date A Live (デート・ア・ライブ?, Dēto A Raibu) ed è interpretata da Sweet Arms, un gruppo musicale composto da Iori Nomizu, Misuzu Togashi, Kaori Sadohara e Misato. Nella prima stagione sono state utilizzate quattro sigle di chiusura: per il primo episodio e per l'OAV è stata utilizzata Hatsukoi Winding Road, interpretata da Ririko (doppiatrice di Kayoko Tsumita), amica d'infanzia (doppiata da Risako Murai) e da senpai (doppiata da Midori Tsukimiya), i personaggi dall'universo del galge presente in Date A Live, Fall in Love: My Little Seed (恋して マイ・リトル・シード?, Koishite mai Ritoru Siido). Per i restanti episodi le sigle di chiusura sono interpretate da Iori Nomizu e sono intitolate rispettivamente SAVE MY HEART (episodi 3, 7, 9 e 11), Strawberry Rain (ストロベリーレイン?, Sutoroberī Rein) (episodio 5) ed Save The World (restanti). I diritti dell'anime per la trasmissione in streaming nel Nord America sono stati acquistati da Funimation Entertainment, mentre per la distribuzione home video australiana da Madman Entertainment.
Una seconda stagione dell'anime, intitolata Date A Live II venne annunciata al termine della trasmissione dell'ultimo episodio della prima stagione. Stavolta prodotta dallo studio Production IMS la cui trasmissione fu in seguito confermata per il mese di aprile del 2014 La messa in onda è poi iniziata l'11 aprile 2014 su Tokyo MX e altre reti. Un secondo episodio OAV è stato distribuito in allegato all'edizione limitata del terzo volume dell'Encore in formato Blu-ray il 9 dicembre 2014. La sigla di apertura è intitolata Trust in You interpretata dalle Sweet Arms, mentre la sigla di chiusura è Day to Story di Kaori Sadohara.
Una terza stagione dell'anime intitolata Date A Live III è stata annunciata attraverso un post di Twitter dall'autore stesso dell'opera. Prodotta dallo studio J.C.Staff, è stata trasmessa dall'11 gennaio al 29 marzo 2019. La sigla di apertura è intitolata I swear sempre delle Sweet Arms, mentre la sigla di chiusura è Last Promise di Eri Yamazaki.
Una quarta stagione dell'anime, intitolata Date A Live IV è stata annunciata sul sito ufficiale. Durante il secondo giorno dell'evento Kadokawa Light Novel Expo 2020 tenutosi il 7 marzo 2021, fu confermato che la quarta stagione sarebbe stata prodotta dallo studio Geek Toys sotto la regia di Jun Nakagawa. La sceneggiatura è stata curata da Fumihiko Shimo, Naoto Nakamura ha curato il character design e Go Sakabe è tornato a comporre la colonna sonora. Originariamente prevista per ottobre 2021, è stata posticipata all'8 aprile 2022 per "varie ragioni". La trasmissione si è poi conclusa il 24 giugno 2022. La sigla iniziale, OveR, è cantata da Miyu Tomita mentre quella di chiusura, S.O.S., da Sweet Arms. In Italia è stata pubblicata in simulcast su Crunchyroll in versione sottotitolata.
Una quinta stagione dell'anime, intitolata Date A Live V è stata annunciata al termine della quarta. Quest'ultima vede il ritorno del cast e dello staff principale della quarta stagione ed è stata trasmessa dal 10 aprile al 26 giugno 2024. La sigla di apertura è Paradoxes di Miyu Tomita mentre quella di chiusura è Hitohira (ヒトヒラ?) delle Sweet Arms. In Italia la serie viene pubblicata in simulcast su Crunchyroll in versione sottotitolata.
Un altro progetto anime è stato annunciato il 10 aprile 2025.

## Lista episodi

### Prima stagione
| Nº serie | Nº  | Titolo italiano (traduzione letterale) Giapponese 「Kanji」 - Rōmaji | In onda         | In onda |
| Nº serie | Nº  | Titolo italiano (traduzione letterale) Giapponese 「Kanji」 - Rōmaji | Giapponese      |         |
| 1        | 1   | 10 aprile 「四月一〇日」 - Shigatsu tōka | 31 marzo 2013   |         |
| 1        | 1   | 30 anni prima un gigantesco sisma spaziale si abbatte in Eurasia uccidendo 150 milioni di persone e cancellando completamente l'area circostante in seguito tutto il mondo venne scosso da continui sismi spaziali di minore intensità tra cui il Giappone, ma alla fine le persone tornarono alla loro normale vita in mezzo alla costante minaccia dei terremoti spaziali. Una mattina Shido Itsuka, un normale ragazzo delle superiori che vive con sua sorella minore Kotori, mentre va a scuola con lei, i due si fanno la promessa di vedersi dopo scuola in un vicino ristorante per famiglie. Quando Shido arriva al liceo Raizen, fa la conoscenza della sua compagna di classe Origami Tobiichi. Durante la pausa suona l'allarme del sisma spaziale e in breve tempo, gran parte della popolazione e degli studenti si rifugia al sicuro sottoterra. Tuttavia, Shido scopre dalla posizione GPS di Kotori che la sorella si trova ancora al ristorante per famiglie. Temendo per la sua incolumità, Shido corre per raggiungerla, ma sulla sua strada, il sisma si abbatte vicino a lui e trasforma in macerie gran parte degli edifici attorno. Nel bel mezzo del cratere causato dal terremoto, appare una ragazza vestita con un'armatura viola riccamente decorata. La ragazza gli chiede se è li per ucciderla ma prima che Shido possa risponderle, delle unità volanti lanciano dei missili verso di loro. Tuttavia, la ragazza brandisce la sua spada e annulla gli attacchi contro di lei. Non molto tempo dopo, una di queste unita scende per combatterla, e Shido riconosce in lei la figura della sua compagna di classe Origami Tobiichi. Durante il combattimento tra Origami e la ragazza misteriosa Shido batte la testa e sviene. Shido si sveglia mentre viene visitato da una donna in abbigliamento militare di nome Reine Murasame. Reine dice a Shido di essere a bordo della Fraxinus, la nave del Ratatoskr, dopo di che la donna porta il ragazzo sul ponte di comando, dove Shido scopre che il capitano della nave è sua sorella minore Kotori. Kotori spiega al fratello quello che è accaduto partendo dalla misteriosa ragazza, che lei chiama Spirito, inoltre spiega che gli Spiriti sono esseri ultraterreni e che sono la causa dei sismi spaziali quando arrivano sulla Terra. In secondo luogo, chi ha attaccato prima lo Spirito è l'AST, abbreviazione di Anti-Spirit Team, una task force con il compito di combattere gli Spiriti che si manifestano sulla Terra. Terzo, c'è un modo per sconfiggere uno Spirito senza ucciderlo, e Shido è la persona di cui hanno bisogno per questo. |                 |         |
| 2        | 2   | Re-incontro ravvicinato 「再接近遭遇」 - Sai-sekkin sōgū | 7 aprile 2013   |         |
| 2        | 2   | Shido deve affrontare la fase due del suo addestramento, ovvero la parte pratica con ragazze vere. La prima persona che deve conquistare è Tamae Okamine che, con l'assistenza di Reine Murasame e Kotori, si innamora perdutamente di lui. Mentre fugge da quest'ultima, Shido si imbatte in Origami e decide di cogliere l'occasione per esercitarsi ma finisce per iniziare involontariamente una relazione con lei. Suona l'allarma del sisma spaziale e si prevede che lo Spirito "Princess" appaia al liceo Raizen. Con gli studenti evacuati e parte della scuola distrutta dal sisma spaziale, Shido si dirige all'interno dell'istituto per affrontare Princess. Shido stabilisce un contatto con lei e la chiama Tohka. Arrivano alcuni membri dell'AST che cominciano a fare fuoco con i loro fucili per uccidere Tohka ma questa si difende creando una barriera attorno a sé, poi Origami vede Tohka con Shido e presume che lei lo stia tenendo in ostaggio. Dal momento che Shido è ora il suo ragazzo, Origami combatte Tohka corpo a corpo, ma la prima ha la peggio e rimane ferita. Il giorno successivo, Tohka appare davanti a Shido mentre sta investigando tra le macerie della scuola e gli chiede di andare a un appuntamento con lei. |                 |         |
| 3        | 3   | La spada che divide il cielo 「空分かつ剣(つるぎ)」 - Sora wakatsu tsurugi | 14 aprile 2013  |         |
| 3        | 3   | Dopo l'incidente al liceo Raizen, Shido e Tohka sono al loro appuntamento supervisionati e supportati dall'equipaggio della Fraxinus. Tohka presume erroneamente che ogni varietà di cibo che sta mangiando sia in realtà un "appuntamento". Non abituata alla folla, quando la coppia entra nell'area commerciale presume che l'umanità stia lanciando un attacco a tutto campo contro di lei. Origami li osserva nell'ombra mentre Shido e Tohka si recano in un ristorante di lusso a sud della stazione dove entrano in una zona commerciale improvvisata. Tohka riesce a mangiare i cibi che desidera, ma nota che Shido non sembra divertirsi. Arrivano poi in una sala giochi piena di gru pesca pupazzi. Nel corso di un gioco in cui è presente come premio un pupazzo che ha attirato l'attenzione di Tohka, quest'ultima esprime inavvertitamente il suo legame con Shido. In seguito si dirigono su un altopiano dove Tohka finalmente comprende cos'è un "appuntamento" e il motivo per cui la "squadra mecha" le voglia impedire di distruggere un mondo così bello, divertente e gentile. Nel frattempo, a Origami viene concesso il permesso di ucciderla con un solo colpo, ma Shido intercetta il colpo di Origami. Con Shido ucciso, Tohka attacca furiosamente Origami, ancora scioccata, per vendicare Shido. Prima che Tohka possa uccidere Origami, Shido viene misteriosamente rianimato e le sue ferite guariscono del tutto, poi cade dal cielo verso Tohka. Per prevenire la distruzione della città da parte dello stato critico di Halvanhelev, l'Angelo di Tohka, quest'ultima bacia Shido mentre i due atterrano sull'altopiano e l'Abito Astrale di lei scompare. L'ultima richiesta della ragazza Spirito è che Shido la porti di nuovo ad un appuntamento, poi ammette che non è ancora pronta per mostrarsi nuda ai suoi occhi. |                 |         |
| 4        | 4   | Pioggia infelice 「不機嫌な雨」 - Fukigenna ame | 26 aprile 2013  |         |
| 4        | 4   | Tohka si trasferisce nella classe di Shido, e qui lei e Origami diventano subito rivali per conquistare il suo cuore. Shido incontra per la prima volta una ragazzina di nome Yoshino mentre attraversa un santuario in una giornata piovosa che però non era prevista dalle previsioni meteo. Credendo che sia solo una ragazza, lui la saluta e continua per la sua strada. A scuola, Tohka ha preparato dei biscotti e compete con Origami per attirare l'attenzione di Shido. Arrivato a casa, Shido scopre che Tohka vivrà nella sua casa poiché ha sigillato i suoi poteri. Kotori spiega che ciò fa sempre parte del suo allenamento e che deve continuare ad aiutare l'umanità a sigillare gli altri Spiriti. Più tardi, quando parte un allarme sisma spaziale durante le ore di lezione a scuola, Shido esce dall'edificio e scopre che la causa è Yoshino, nome in codice "Hermit". Tohka viene lasciata nel rifugio mentre Shido esce per incontrare Yoshino ma viene comunque seguito da Tohka che diventa testimone di un bacio accidentale tra i due. Tohka decide così di prendere il pupazzo di Yoshino, non permettendole di riaverlo, ma ciò finisce per provocare la ragazzina che li attacca con il suo Angelo Zadkiel e poi se ne va. Poco dopo, Yoshino usa il suo Angelo per fuggire dall'AST presente nelle vicinanze mentre Origami osserva Yoshinon, il pupazzo di Yoshino che Tohka ha lasciato cadere quando è stata difesa da Shido da un attacco. |                 |         |
| 5        | 5   | Terra congelata 「凍て付く大地」 - Itetsuku daichi | 3 maggio 2013   |         |
| 5        | 5   | Tohka evita Shido per via di quello che è successo tra lui e Yoshino. Il ragazzo parla poi con Reine e riceve dei consigli e alcuni chiarimenti su quanto accaduto. Durante questo lasso di tempo, Shido aiuta Yoshino a cercare il suo pupazzo, Yoshinon. Durante la ricerca, Yoshino inizia ad avere fame, quindi i due vanno a mangiare a casa di Shido. Viene poi rivelato che Yoshinon è un amico di Yoshino perché è essenzialmente un eroe e rappresenta tutto ciò che Yoshino vuole essere. Mentre Shido inizia ad entrare in confidenza con Yoshino, Tohka fa irruzione nella stanza e interpreta erroneamente la situazione. Yoshino scompare, Tohka invece si ritira nuovamente nella sua stanza, mentre Shido apprende da Kotori che Yoshinon si trova nell'appartamento di Origami. Shido si reca da quest'ultima per parlarle e Origami ne approfitta immediatamente per tentare di sedurlo in ogni modo, ma quando la conversazione di sposta sugli Spiriti, la ragazza viene chiamata al telefono per una missione imminente. Yoshino è presa di mira dall'AST ma Shido ha intenzione di salvarla con l'aiuto di Tohka. Poiché Tohka funge da esca, Shido riesce a superare la barriere di Yoshino con Yoshinon per mantenere fede alla sua promessa. Dopo aver stabilito la fiducia con lui, Shido sigilla i poteri di Yoshino con un bacio. Alla fine, viene rivelato che l'alloggio riservato agli Spiriti è stato completato in modo che Tohka e Yoshino possano trasferirsi senza problemi. |                 |         |
| 6        | 6   | Le terme dell'amore 「恋する温泉」 - Koisuru onsen | 10 maggio 2013  |         |
| 6        | 6   | Tohka e Yoshino decidono di visitare una sorgente termale. Quindi Shido fa in modo che vadano alle sergenti termali Tengu Gokuraku. Il perverso Kyouhei Kannazuki convince anche Kotori ad andarci, ma si scopre poi che il primo ha dei secondi fini. Così Kotori lo punisce dicendogli che deve scavare una buca e riempirla di nuovo per una settimana. Nel frattempo, Ryoko Kusakabe dell'AST viene informata che le Industrie DEM invieranno presto dei rinforzi. Ryoko, che è un testa calda, scopre anche da un membro della sua squadra che a causa dell'aumento del livello di allerta per gli Spiriti, la loro vacanza di gruppo è stata annullata. In compenso, le ragazze dell'AST hanno organizzato un viaggio alle sorgenti termali Tengu Gokuraku, le stesse in cui è diretto Shido. Origami, inizialmente disinteressata, riceve una telefonata da Shido in cui sente per caso che andrà alla sorgenti termali con Tohka. Durante il viaggio in macchina, Yoshino riceve un'affettuosa attenzione da parte di Shido, cosa che provoca la gelosia di Tohka che finisce per distruggere il veicolo di Rena e la strada, portando il gruppo a continuare a piedi. Ciò finisce anche per fermare il treno dell'AST, che stava viaggiando sottoterra. L'AST arriva in superficie inconsapevole di aver preso la stessa strada del gruppo di Shido. In assenza di Kotori, i membri di alto rango della Fraxinus fanno di tutto per fermare l'AST, credendo che i membri siano sulle tracce di Shido e degli Spiriti. Dopo una serie di imprevisti, Ryoko perde la pazienza e ordina a tutte le sue colleghe di usare tutta la loro forza, creando scompiglio e usando oggetti ridicoli e assurdi a Date Town. Ad un certo punto, un missile vagante fa volare via Yoshinon dopo l'esplosione. Shido a cercare il pupazzo nel mezzo dello scontro a fuoco e viene quasi ucciso dalla modalità Distruzione del Ratatoskr. Tohka salva Shido dall'attacco mentre Origami e gli altri membri dell'AST li osservano in lontananza. Ryoko e la sua squadra raggiungono le sorgenti termali, ma a causa del precedente pianto di Yoshino, alcuni membri sono finiti congelati. Intanto Kyouhei ha scavato una sorgente termale, in cui Kotori e il resto del gruppo finiscono per divertirsi. Durante i titoli di coda viene mostrata Mana Takamiya mentre arriva in Giappone. |                 |         |
| 7        | 7   | I visitatori 「来訪者達」 - Raihōsha-tachi | 17 maggio 2013  |         |
| 7        | 7   | Mana svolge uno scontro di allenamento 10 contro 1 affrontando l'unità di Origami, poi si presenta alla riunione riguardante la precedente battaglia dell'AST con Hermit, dove si rivela inconsapevolmente la sorella biologica di Shido. Kurumi Tokisaki si trasferisce nella classe di Shido rivelando di essere uno Spirito. Mentre visita l'istituto con Shido, i due vengono seguiti da Origami e Tohka, poi quando Shido tenta di sedurre Kurumi, lei gli chiede un favore ma prima che possa dire di cosa si tratta viene interrotta da Tohka e Origami che si erano nascoste in un armadio lì vicino. Kurumi, nome in codice "Nightmare", è noto per essere lo Spirito più letale tra tutti quelli esistenti. Dopo la scuola, Kurumi uccide tre delinquenti in un vicolo e si confronta con Mana. Più tardi, quest'ultima si imbatte in Shido e dopo essere stata portata a casa sua, condivide alcune informazioni su se stessa e ciò porta una lite tra lei e Kotori, ma alla fine lascia tutti quanti con più domande che risposte. Il giorno dopo, durante la scuola, Shido scopre che Kurumi è stata uccisa durante il suo scontro con Mana ma è inspiegabilmente presente nell'istituto. Origami interroga Kurumi in un luogo appartato e scopre che Kurumi sta inseguendo Shido per diventare una cosa sola. |                 |         |
| 8        | 8   | Tripla sintonia frenetica 「三重狂騒曲」 - Sanjū kyōsō kyoku | 24 maggio 2013  |         |
| 8        | 8   | Shido invita Kurumi ad uscire con lui ma è costretto a un appuntamento poligamo quando Tohka lo seduce e Origami gli impone i suoi piani per trascorrere un po' di tempo insieme. Shido non è in grado di dire di no a nessuna delle tre poiché a Tohka si spezzerebbe il cuore, Origami diventerebbe sospettosa e i suoi piani per sigillare Kurumi dipendono proprio da questo evento. Con i loro appuntamenti che si verificano più o meno allo stesso tempo e i loro luoghi di intrattenimento situati piuttosto vicini l'uno all'altro, il Ratatoskr assiste Shido teletrasportandolo nella posizione di ogni ragazza mentre monitora i loro livelli emotivi. Dopo che Shido ha lasciato temporaneamente Kurumi per recarsi altrove, questa trova alcuni ragazzi che sparano a un gatto randagio e li convince a lasciarla "giocare" con loro. Il Ratatoskr perde di vista Kurumi mentre Origami e Tohka si incontrano. Dopo che entrambe hanno proclamato il loro tentativo di trovare Shido per il loro appuntamento, Origami se ne va preoccupata del fatto che possa essercene un altro in corso. Shido torna a cercare Kurumi ma trova del sangue, alcuni resti di cadaveri e Kurumi che uccide un aguzzino. Mentre tiene Shido nelle sue grinfie, Mana interviene indossando la sua Unità CR. |                 |         |
| 9        | 9   | La follia di Nightmare 「狂乱の悪夢」 - Kyōran no akumu | 31 maggio 2013  |         |
| 9        | 9   | Mana uccide Kurumi e spiega tutto ciò che sa a Shido. Dopo essere stato costretto ad andarsene, il ragazzo si imbatte in Origami e Tohka ma decide poi di separarsi subito da loro in quanto è ancora scioccato dalla morte di Kurumi. Tohka scopre il motivo dietro l'atteggiamento di Shido e continua il suo appuntamento con lui per cercare di tirarlo su di morale. Dopo aver ottenuto alcune informazioni su Kurumi, il giorno successivo Shido dichiara a quest'ultima che la salverà. Kurumi va sul tetto della scuola e rinchiude l'area circostante in una barriera con l'intento di dissuadere Shido dal cercare di salvarla. Intanto Mana si confronta con Kotori sul Ratatoskr e tenta di usare il fratello come leva contro Kotori per liberare Shido dal potenziale pericolo in cui si trova. Mentre Kurumi minaccia la scuola e la città, Origami e Tohka combattono con altre copie di Kurumi. Intanto Shido riesce a convincere Kurumi a farsi salvare ma poi quest'ultima viene uccisa da un'altra Kurumi, che si scopre essere in grado di distorcere il tempo grazie al suo Angelo Zafkiel. Arriva poi anche Mana che ingaggia un breve combattimento con lo Spirito ma viene sconfitta facilmente. Quando sopraggiungono Tohka e Origami, viene rivelato che le mani nell'ombra di Kurumi sono in realtà le mani di versioni passate di se stessa. Kurumi prende tutti quanti in ostaggio e tenta di creare un sisma spaziale ma viene fermata appena in tempo. Appare così Kotori nel suo Abito Astrale "Efreet" che spiega la cancellazione del sisma spaziale e inizia a combattere Kurumi. |                 |         |
| 10       | 10  | Lo spirito del fuoco (Efreet) 「炎の精霊(イフリート)」 - Honō no seirei (Ifurīto) | 7 giugno 2013   |         |
| 10       | 10  | Dopo una breve conversazione, Kurumi usa una delle sue abilità per tenere ferma Kotori, creare copie di se stessa e sparare all'avversaria varie volte. Dopo aver incassato l'ultimo colpo, Kotori cade a terra ma si riprende poco dopo grazie alla sua abilità di guarigione che le consente di non morire. Quindi, Kurumi decisamente stupita, invia le sue copie a uccidere Shido, ma viene respinta da Kotori e le copie vengono uccise. Nella foga del combattimento, Kurumi inibisce Kotori ma questo stratagemma funziona solo per breve tempo. Ad un certo punto la situazione si ribalta, Kotori prepara la sua arma per sparare a Kurumi e quest'ultima evoca le sue copie per proteggersi dall'assalto. Shido cerca di far desistere Kotori dall'uccidere Kurumi ma invano, in quanto la prima lo ignora, e ciò fa capire al ragazzo che Kotori non è più in sé. Così Shido si mette immediatamente di fronte a Kurumi per proteggerla. Dopo che il colpo è stato sparato, Kotori riprende improvvisamente conoscenza e devia il colpo. Shido si risveglia sulla Fraxinus dopo aver sognato un evento accaduto 5 anni prima. Dopo essere stato tranquillizzato da Reine, va a trovare Kotori per rassicurarsi delle sue condizioni. In seguito, Shido si reca in ospedale per andare a trovare Mana, rimasta ferita dopo l'ultimo combattimento con Kurumi, ma incontra Origami in un corridoio che cerca di conquistarlo. Prima che Shido esca dalla stanza di Origami in tarda serata, lei afferma la sua intenzione di uccidere lo Spirito del fuoco per vendicare la morte dei suoi genitori avvenuta 5 anni prima, sostenendo che questo è il motivo per cui si è unita all'AST. |                 |         |
| 11       | 11  | Conto alla rovescia 「カウントダウン」 - Kauntodaun | 14 giugno 2013  |         |
| 11       | 11  | Shido pensa alla situazione riguardante Kotori che coinvolge l'evento di 5 anni prima, e riflette anche sulle dichiarazioni fatte da lei e Origami riguardo all'incendio residenziale. Con il personale del quartier generale del Ratatoskr totalmente d'accordo sul fatto che Ocean Park, un parco acquatico, sia il luogo ideale per l'appuntamento di Shido, quest'ultimo si sottopone a una sessione d'allenamento curata da Reine che prevede di acquistare alcuni costumi da bagno in compagnia di Tohka e Yoshino. Dopo essere arrivati in un negozio, Tohka chiede a Shido cosa sia la parte superiore del costume da bagno femminile, ma Origami la prende in giro dicendole che si tratta di un nuovo equipaggiamento anti-Spirito. Infine, chiede a Tohka ciò che sa di Efreet al punto da essere eccessivamente educata nei suoi confronti. Trovando inutili le informazioni di Tohka, Origami spinge Shido a vedere le sue scelte di costumi da bagno. Tohka e Origami trasformano così la situazione in una gara per fare breccia nel cuore di Shido e uscire con lui; alla fine vince Yoshino. Tornato sulla Fraxinus, Shido guarda il video dell'incendio di 5 anni prima. Dopo aver riconosciuto il rumore come uno Spirito (Fantasma) questa porta il ragazzo ad avere una serie di flashback e poi sviene. Il giorno successivo, Tohka e Yoshino si uniscono a lui per aiutare Kotori a rilassarsi. Quando Shido vede Kotori ricorrere a dei farmaci per contrastare il deterioramento delle sue condizioni mentali, la sua determinazione si rinvigorisce e rimane da solo con Kotori. Intanto alla base AST, Origami vede la tuta d'annientamento DW-029 nome in codice "White Licorice" inviata dalle Industrie DEM affinché Mana la utilizzi contro gli Spiriti. Parlando con Ryoko, le viene detto indirettamente che hanno un filmato della battaglia tra Kotori e Kurumi. Nell'ultima scena, Origami fissa un fotogramma del video che mostra Kotori e ciò le fa capire la vera identità di Efreet. |                 |         |
| 12       | 12  | Ciò a cui non posso rinunciare 「譲れないもの」 - Yuzurenai mono | 21 giugno 2013  |         |
| 12       | 12  | Kotori e Shido si trovano in un parco divertimenti e qui partecipano a varie attrazioni. Senza comunicare nulla al ragazzo, la Ratatoskr continua comunque a monitorare la situazione e Kyouhei fa commenti masochisti sulle opportunità che Shido avrebbe dovuto cogliere. Intanto Yoshino dice a Tohka che ha sentito dire che Kotori è uno Spirito e come Shido sta cercando di sigillare i suoi poteri. Origami ruba la "White Licorice" e attacca improvvisamente Kotori mentre sta parlando con Shido. Kotori si trasforma nella sua forma di Spirito per contrattaccare, e Origami perde le staffe, e attacca in maniera ancora più aggressiva di prima. Prima che Kotori possa sferrare il colpo finale, Origami la accusa di aver ucciso i suoi genitori, sorprendendo Kotori abbastanza a lungo da permettere a Origami di intrappolarla. Shido interviene, facendo perdere tempo ad Origami, ma mentre sta per sparare, arrivano Tohka e Yoshino. Tohka si sforza di fermare Origami ma mentre i suoi missili stanno esplodendo sempre più vicino a Shido e Kotori, quest'ultimi due si baciano sigillando efficacemente Efreet. Allo stesso tempo, Shido e Kotori ricordano cosa è successo esattamente 5 anni prima. Shido supplica Origami di risparmiare Kotori e intanto la White Licorice raggiunge il suo limite operativo e si spegne. Kurumi viene vista su un tetto commentando "Non è ancora abbastanza". Shido torna sulla Fraxinus e Reine rivela che il vero appuntamento non era necessario poiché il livello d'amore di Kotori nei suoi confronti, ovvero il massimo, è rimasto invariato. Kotori torna sulla nave per compilare dei rapporti poi chiede a Shido se ciò che le ha detto prima di sigillare i suoi poteri fosse vero o meno. Kotori comincia ad imbarazzarsi mentre riceve conferma dell'amore da parte del ragazzo, ma Shido finisce per farla arrabbiare sostenendo di amarla come sua sorellina. Durante i titoli di coda, viene mostrato che la White Licorice è stata restituita all'AST mentre Origami si sta riprendendo in ospedale sotto scorta. Mentre Shido e Tohka stanno per baciarsi, vengono interrotti dalla Ratatoskr e infine da Yoshinon che insieme a Yoshino dicono semplicemente "Ci rivedremo presto". |                 |         |
| OAV      | OAV | DATE TO DATE 「DATE TO DATE」 - Dēto tū Dēto | 6 dicembre 2013 |         |
| OAV      | OAV | Mentre Tohka sperimenta il nuovo cellulare che ha ricevuto da Kotori, Origami si avvicina a Shido e gli chiede un appuntamento. Incapace di rifiutare, Shido accetta e viene assistito dall'equipaggio della Fraxinus per assicurarsi che il loro appuntamento diventi un totale fallimento. Tuttavia i suoi tentativi di scaricarla si rivelano tutti quanti inutili. Nel frattempo, mentre fa la spesa per la cena, Tohka chiama Shido al telefono e siccome il dispositivo del ragazzo è collegato agli auricolari e quest'ultimo sta facendo delle prove per lasciare Origami, finisce inavvertitamente per rivolgere delle parole di rifiuto a Tohka, la quale credendo che siano rivolte a lei, cade nella disperazione e i suoi poteri vanno fuori controllo. Shido le corre dietro per cercare di chiarire il malinteso e accidentalmente lascia aperta la chiamata telefonica con Origami, la quale dopo aver sentito le sue parole inizia a credere che rimarrà con lei per sempre, rendendola estremamente felice alla fine del suo appuntamento. Qualche tempo dopo, Shido ha un appuntamento nella sala giochi con Tohka e quando lui chiede di fare una foto con lei, lei rifiuta ed entra invece nella cabina fotografica da sola. Quest'ultima poi gli dà una sua foto e afferma che deve guardarla solamente quando è solo. Tuttavia a scuola, gli altri studenti vedono accidentalmente la foto in questione, che mostra Tohka nuda. Si scopre anche che l'unica foto che abbia mai scattato è stata durante una visita medica e credeva che Shido ne volesse una simile, e ciò porta il ragazzo ad imbarazzarsi moltissimo. |                 |         |

### Seconda stagione
| Nº serie | Nº  | Titolo italiano (traduzione letterale) Giapponese 「Kanji」 - Rōmaji | In onda         | In onda |
| Nº serie | Nº  | Titolo italiano (traduzione letterale) Giapponese 「Kanji」 - Rōmaji | Giapponese      |         |
| 13       | 1   | Vita quotidiana 「デイリー・ライフ」 - Deirī Raifu | 11 aprile 2014  |         |
| 13       | 1   | Shido viene svegliato da alcuni problemi quotidiani di Tohka e Yoshino ma riesce a risolvere entrambe le situazioni. Intanto Origami è stata sospesa per due mesi dall'AST. Mentre fa colazione, Shido riceve un messaggio da Origami e discutono degli eventi accaduti un mese prima. Tohka, mentre pulisce la stanza di Shido, scopre una valigia (per la loro gita scolastica) che ricorda quella che aveva visto in un film drammatico in televisione. Tohka si preoccupa e si precipita a cercare Shido, che in quel momento si trova con Origami. Shido cerca di farsi perdonare da Tohka portandole del pane kinako mentre torna a casa, ma il famigerato cibo è sparito in tutti i negozi. Si scopre poi che l'assistente di Kotori, Kyouhei, ha comprato tutto il pane in saldo per l'equipaggio della nave, e così Kotori fa in modo di darne un po' a Shido e Tohka per evitare di rovinare il loro appuntamento. Dopo aver preparato la cena, il ragazzo nota che la serratura della sua valigia è rotta, quindi esce per incontrarsi ancora una volta con Origami. Tohka ricorda di nuovo la trama del film, questa volta vedendo Shido e Origami insieme, e immagina che Shido la stia lasciando per Origami. Tohka diventa gelosa, risvegliando alcuni dei suoi poteri, e fugge via mentre trasporta la valigia di Shido. I poteri non sigillati di Tohka iniziano a creare un sisma spaziale e Shido si precipita a cercarla. Successivamente trova Tohka nel loro "posto speciale" e Tohka cerca di impedirgli di partire con Origami. Shido spiega che è tutto un malinteso, ma Tohka non riesce a controllare i suoi poteri e colpisce Shido con alcune onde d'urto. Shido rimane illeso e riesce a sigillare di nuovo i poteri di Tohka. Nel frattempo, Isaac Westcott ed Ellen Mathers delle Industrie DEM, un'organizzazione interessata agli Spiriti, stanno progettando un piano per Tohka mentre Kurumi complotta per uccidere il Primo Spirito. |                 |         |
| 14       | 2   | Le figlie dell'uragano 「飓风(ぐふう)の御子」 - Gufu no miko | 18 aprile 2014  |         |
| 14       | 2   | Dopo un momento molto imbarazzante nella classe di Shido, in cui Tohka cerca di cambiare sesso nel tentativo di andare a letto con Shido, la classe va in gita all'Isola Arubi. Durante l'intero viaggio, Origami e Tohka infastidiscono inavvertitamente Shido nel tentativo di conquistarlo. Nel frattempo, le Industrie DEM ed Ellen Mathers che si finge fotografa, iniziano a seguire Tohka sull'isola. Ma Ellen deve vedersela con Ai, Mai e Mii che mostrano un improvviso interesse nei suoi confronti come una distrazione umoristica. Più tardi arriva un enorme uragano dal nulla e Shido e Tohka sono costretti a fuggire per ripararsi. Tuttavia tre bidoni dell'immondizia colpiscono Tohka, mettendola fuori combattimento, mentre due Spiriti combattono ferocemente fra di loro in cielo. Quando Shido cerca di intervenire, gli spiriti "Berserk" Yuzuru e Kaguya, decidono che la loro prossima battaglia nella loro lunga rivalità sarà per conquistare il cuore di Shido (con grande sgomento di quest'ultimo). In seguito le due ragazze si recano assieme a Shido e Tohka prima di sensi nella sua classe e qui Origami sembra prendersela per l'arrivo di altre due rivali in amore. Mentre Tamae cerca di fare in modo che le ragazze diventino studentesse della classe, Kaguya e Yuzuru spiegano che una volta erano un unico Spirito di nome Yamai e che le loro gare hanno il fine di determinare quale personalità rimarrà quando le due si fonderanno nuovamente in Yamai. Più tardi, si verifica un imprevisto quando le gemelle tentano nuovamente di sedurre Shido scambiando le insegne dei bagni pubblici, portando così il ragazzo in quello femminile. Le cose finiscono per peggiorare quando Tohka si presenta insieme al resto della classe e la prima tenta di aiutare Shido a fuggire senza farsi scoprire ma questi finisce per uscire dalla Spa e cade in mare. |                 |         |
| 15       | 3   | I desideri delle due 「ふたつの願い」 - Futatsu no negai | 25 aprile 2014  |         |
| 15       | 3   | Gli Spiriti gemelli cercano nuovamente di sedurre Shido mentre questi è a letto. Poco dopo l'insegnante Tamae ha intenzione di fare visita a Shido per vedere come sta ma il ragazzo fugge dalla stanza in cui si trova e cade accidentalmente sulla donna, che nota che lui è completamente nudo e rimane sconvolta. Più tardi, Shido ha intenzione di sigillare i poteri delle gemelle Yamai prima del termine del loro duello in modo da evitare che una delle due scompaia. Durante la loro sfida, Kaguya e Yuzuru si fanno mettere da Shido la crema solare sulla schiena e finiscono per eccitarsi entrambe. In seguito, le sorelle Yamai si alleano con Shido per sfidare Tohka e Origami in una partita di beach volley e il primo gruppo si aggiudica la vittoria. Le gemelle poi si dividono ed entrambe parlano in privato con Shido in due momenti differenti per dirgli che l'altra sorella dovrebbe essere quella meritevole di restare. Più tardi nel pomeriggio, Origami cade in un'imboscata da parte di uno strano essere simile a un mecha. Nel frattempo, Shido parla con Tohka della decisione altruistica delle gemelle di lasciare in vita l'altra, ed entrambe finiscono per ascoltare segretamente la loro conversazione. Ciò porta le gemelle Yamai ad avere un'accesa discussione ed entrambe evocano il loro Abito Astrale. |                 |         |
| 16       | 4   | Manifestazione 「顕现」 - Kengen | 2 maggio 2014   |         |
| 16       | 4   | La donna che insegue Tohka e Shido, Ellen, rivela le sue vere intenzioni e ordina a un branco di mecha, le unità Bandersnatch, di catturare Tohka. Durante lo scontro, Tohka viene ferita e catturata, portando Shido a invocare la sua spada, Sandalphon. Grazie a quest'ultima, riesce a respingere i Bandersnatch e salvare Tohka. Nel frattempo, Kannazuki e il suo equipaggio a bordo della Fraxinus vengono attaccati da una nave nemica. Kannazuki lancia un contrattacco dopo aver deviato diversi colpi, portando a un combattimento aereo su vasta scala tra i due mezzi. Intanto, Ellen cade in una buca scavata da Ai, Mai e Mii, e ciò permette a Shido e Tohka di scappare. Mentre cercano di raggiungere Kaguya e Yuzuru, Shido evoca il potere di Tohka per fermare il loro duello e convince entrambe le ragazze a desistere dal diventare Yamai e concentrarsi invece sul godersi la vita insieme. Dopo aver notato la nave che ha attaccato la Fraxinus, le gemelle combinano i loro poteri e distruggono la nave nemica con un'enorme esplosione. Dopodiché, Shido sigilla i poteri delle gemelle Yamai, le due finiscono per perdere i vestiti e pochi istanti dopo arriva Tohka che si lamenta con il ragazzo. Nel frattempo, Kotori scopre da un uomo misterioso che Shido ha manifestato il potere di uno Spirito e che potrebbe dover uccidere Shido se la situazione dovesse peggiorare. |                 |         |
| 17       | 5   | Diva 「ディーヴァ」 - Diva | 9 maggio 2014   |         |
| 17       | 5   | La sospensione imposta ad Origami viene finalmente revocata, Ryoko viene sgridata più volte per il suo atteggiamento e poi Jessica Bailey assume il ruolo di nuova leader dell'AST. Nel frattempo, Shido viene scelto come organizzatore del festival Ten-oh e dopo che è scattato l'allarme del sisma spaziale, viene portato al cospetto del nuovo Spirito, Diva. Quest'ultimo però si rivela decisamente più impegnativo da convincere rispetto agli altri casi visti in precedenza. Ad un certo punto interviene l'AST che cerca di abbatterlo, Shido si ritrova così in una situazione pericolosa e Diva riesce a fuggire. Successivamente viene rivelato a Shido che Diva, nome in codice di Miku Izayoi, è un idol che odia tutti gli uomini, il che significa che non alcuna possibilità di conquistarla. Questo porta l'equipaggio della Fraxinus a decidere che Shido deve travestirsi da "Shiori" per potersi avvicinare a Miku. Dopo essersi travestito da ragazza, Shiori fa subito amicizia con Miku e questa lo invita a prendere il tè. Durante il loro incontro, Miku usa i suoi poteri vocali manipolatori per chiedere a Shiori di trasferirsi nella sua scuola per rimanere in stretto contatto con lei. Shiori però non rimane influenzata dai suoi poteri e ciò porta Miku a sospettare di "lei". Non riuscendo a trovare un accordo, Miku sfida Shiori in una competizione al festival Ten-oh in cui la perdente dovrà offrirsi alla vincitrice. Intanto, Jessica Bailey della DEM ordina all'AST di catturare Tohka e Shido. |                 |         |
| 18       | 6   | Girls Music 「ガールズ·ミュージック」 - Gāruzu Myūjikku | 16 maggio 2014  |         |
| 18       | 6   | Dopo molto tempo, Mana finalmente si risveglia dal suo scontro con Kurumi. Nel frattempo, con il festival Ten-oh ormai imminente, Ai, Mai e Mii preparano una band musicale per competere contro quella di Miku. Altrove, Origami viene a sapere da Ryoko della missione di usurpazione per catture Tohka e Shido durante il festival. Mentre serve come capo cameriera in un maid café con le gemelle Yamai, Shido (nuovamente nei panni di Shiori) distribuisce dei volantini e poi arriva Miku che le chiede un appuntamento. Nonostante la sua arroganza, Shido accetta e a seguito di ciò scopre che le compagne della sua band sono state manipolate dal potere di Miku e perciò non si esibiranno per il concerto. Vista la situazione, l'equipaggio della Fraxinus decide di intervenire e rassicura Shido che lo aiuteranno in qualche modo ma Miku prende il sopravvento evocando il suo Abito Astrale. L'AST, guidato da Jessica, inizia a prendere di mira l'Arena Tengu ma vengono presto ostacolate da Ryoko e Origami, quest'ultima equipaggiata con la White Licorice. Kaguya e Yuzuru, essendo "professioniste", sostengono Tohka e Shido per esibirsi nel miglior modo possibile, nonostante la battaglia che si sta svolgendo all'esterno dell'edificio. |                 |         |
| 19       | 7   | Cantante distruggi eserciti (Gabriel) 「破军歌姫(ガブリエル)」 - Hagun utahime (Gaburieru) | 23 maggio 2014  |         |
| 19       | 7   | Viene resa nota la classifica del concorso, e nonostante Miku abbia vinto per la migliore performance, il supporto del maid café del liceo Raizen fa guadagnare al gruppo di Shido abbastanza punti da essere dichiarato vincitore. Rifiutandosi di accettare l'amicizia di Shiori, Miku scatena il suo Angelo Solo, facendo il lavaggio del cervello a tutti i presenti tra la folla tranne Tohka in quanto quest'ultima ha indosso i suoi auricolari. Miku ordina alle ragazze di Shiori. Poco dopo, Miku tocca con le proprie dita il corpo di Shiori e scopre che "lei" è in realtà un ragazzo, e ciò finisce per scioccarla e farle provare un gran disgusto. A peggiorare le cose, anche la Fraxinus e Kotori cadono sotto il controllo di Miku ed Ellen rapisce Tohka. Shido riesce a scappare e si ritrova ad essere un fuggitivo in città. In mezzo al caos generale, Shido si sorprende di vedere Kurumi e le chiede aiuto. Nel frattempo, Tohka si risveglia nella struttura della DEM. |                 |         |
| 20       | 8   | Una promessa da mantenere 「果たすべき約束」 - Hatasubeki yakusoku | 30 maggio 2014  |         |
| 20       | 8   | Shido e Kurumi tornano all'Arena Tengu per far ragionare Miku. Quest'ultima però non vuole sentire ragioni e tenta di aggredire Shido, ma il potere di Kurumi mette in salvo il ragazzo e si rivela in grado di resistere a quello di Miku. Mentre Kurumi distrae Kaguya, Yuzuru e Yoshino, un'altra Kurumi intrappola Miku con Shido in una dimensione oscura per fare in modo che questi abbiano una conversazione privata. Qui il ragazzo cerca di convincere Miku a farsi aiutare a salvare Tohka, ma lei continua a non volergli dare retta e perciò Shido opta di salvare la sua amica da solo. Intanto Westcott tormenta Tohka poiché ha intenzione di sfruttare i suoi poteri per alterare i meccanismi che regolano il mondo. In seguito vengono attivati vari falsi allarmi per i sismi spaziali per far evacuare tutti i civili. Kurumi tiene a bada un branco di unità Bandersnatch, poi arrivano Mana e tutti gli altri a bordo della Fraxinus che sono tornati alla normalità. Nel frattempo, Miku ha un conflitto interiore se aiutare o meno Shido e scopre che quest'ultimo lotta anche per il prossimo oltre che per se stesso. Shido si infiltra nella DEM, Mana e Jessica iniziano a scontrarsi e le comunicazioni con la Fraxinus vengono interrotte a causa di un campo di disturbo presente nella torre della DEM. Ad un certo punto Shido si ritrova circondato da varie guardie che tentano di impedirgli di proseguire, così lui evoca la spada Sandalphon per spazzare via i suoi nemici e inizia a curarsi le ferite riportate grazie all'abilità curativa di Kotori. |                 |         |
| 21       | 9   | La verità di Miku 「美九の真実」 - Miku no shinjitsu | 6 giugno 2014   |         |
| 21       | 9   | Shido viene quasi catturato dalle guardie ma poi arriva Miku che ordina agli altri Spiriti di scendere sul campo di battaglia. Fuori dall'edificio, Origami raggiunge Mana e si unisce a lei nella battaglia. Mentre Shido e Miku discutono, il ragazzo rivela che Miku ha acquisito i suoi poteri spirituali da Phantom (come Kotori), e alla fine le dice che era una splendida cantante. Miku confessa che in passato rifiutò l'offerta di un produttore televisivo di cui avrebbe dovuto entrare nelle sue "grazie" e in seguito una rivista scandalistica pubblicò una storia inventata sul suo conto e ciò le rovinò completamente la reputazione. Tentò invano di riottenere l'appoggio dei suoi fan ma dato che soffre di afonia psicogena, con conseguente perdita della voce, questa tensione ha indotto Miku a condannare l'intera umanità come falsa. Shido cerca di farle capire che ci deve essere ancora qualcuno che attende il suo ritorno e nel caso questa sua teoria dovesse rivelarsi errata, verrà a salvarla personalmente. Origami e il Ratatoskr uniscono le forze contro Ellen, ma poi quest'ultima viene chiamata da Westcott e si ritira. Alla DEM, Shido e Miku arrivano alla stanza dove si trova Tohka e incontrano Westcoot. Qui Shido viene pugnalato da Ellen e Tohka perde il controllo credendo che lui sia morto. |                 |         |
| 22       | 10  | Inversione 「反転」 - Hanten | 13 giugno 2014  |         |
| 22       | 10  | Tohka si trasforma nella sua Forma Inversa, ovvero la sua controparte oscura, e si rivela priva di memoria. Mana e Jessica concludono la loro battaglia che vede la vittoria della prima e la morte della seconda. Quest'ultima, mentre muore tra le braccia di Mana, le racconta di come si sia sempre sentita gelosa e volesse diventare forte per la DEM e così Mana decide di farla pagare a Westcott. Intanto, lo stesso Westcott chiama misteriosamente Shido "Takamiya" e poi si dilegua. Tohka attacca brutalmente i presenti, Miku diventa presto vulnerabile e questo porta Yoshino, Yoshinon, Kaguya e Yuzuru a riacquistare piena coscienza. Prima che Miku possa venir uccisa da un colpo di spada di Tohka, Shido le si para davanti per farle da scudo. Tohka brandisce la spada della morte su Shido, ma Yoshino, Yoshinon, Kaguya e Yuzuru aiutano il ragazzo a salvarsi appena in tempo. A questo punto Shido vola verso Tohka e le fa ricordare chi è, poi sigilla nuovamente i suoi poteri con un bacio riportandola alla normalità. Intanto Kurumi continua la sua ricerca dello Spirito prigioniero. Il giorno dopo, Miku bacia di proposito Shido sigillando i suoi poteri e afferma che gli altri Spiriti le hanno spiegato tutto in merito. Miku invita tutti quanti ad ascoltare il suo ultimo concerto, quindi ringrazia il suo "tesoro" dicendo di amarlo. Alla fine Tohka, Yoshino, Yoshinon, Kaguya e Yuzuru chiedono a Shido cosa significhi "tesoro". |                 |         |
| OAV      | OAV | Kurumi Star Festival 「狂三スターフェステイバル」 - Kurumi Sutā Fesuteibaru | 9 dicembre 2014 |         |
| OAV      | OAV | L'episodio è ambientato il 7 luglio, ovvero il giorno del festival del Tanabata. Mentre Shido aspetta ad attraversare la strada, vede Kurumi dall'altra parte. Dopo aver attraversato, rimane sorpreso da Kurumi che gli chiede improvvisamente un appuntamento. Shido pensa inizialmente di rifiutare il suo invito ma è curioso di sapere il motivo per cui agisce in modo tanto diverso dal solito, e così accetta di uscire con lei. Dopo aver visto molti cibi deliziosi che vengono venduti durante il festival, Kurumi porta Shido al planetario. Il punto di vista di Shido nei confronti di Kurumi inizia a cambiare in quanto quest'ultima si comporta come una ragazza normale e rimane dubbioso sulle sue vere intenzioni. Mentre guardano una presentazione al planetario, parlano della leggenda di Orihime e Hikoboshi. In seguito, Kurumi dice a Shido che vuole scrivere un tanzaku, sperando che il suo desiderio si avveri. In realtà Shido aveva intenzione di uscire a fare compere e preparare la cena, ma non ha il coraggio di piantare in asso Kurumi. Mentre passeggiano, Kurumi vede una pubblicità per provare l'abito nuziale gratuitamente e dice al ragazzo che vuole avere dei bei ricordi con lui e viceversa. Sebbene all'inizio fosse riluttante, Shido accetta e le dice che devono prima chiedere il permesso. Kurumi riesce così a farsi dare l'approvazione dall'assistente dell'evento sostenendo di essere malata terminale e perciò lei e Shido possono partecipare; gli viene poi data una foto ricordo ed escono. Giunta la sera, Kurumi e Shido scrivono entrambi il loro tanzaku e poi vanno a cercare un posto dove appenderli. Ad un certo punto appare la vera Kurumi, che rivela di aver dato la caccia alla versione di se stessa con cui Shido ha trascorso la giornata, che non è altri che la Kurumi che aveva parlato con lui sopra il tetto della scuola il mese precedente. Dopo aver attirato l'altra sé nella sua ombra, arrivano Kotori, Tohka e Yoshino, poi Kurumi se ne va. Shido legge il tanzaku di Kurumi e corre su un tetto per appenderlo nel punto più alto dell'albero poiché si crede che così il desiderio si avvererà più facilmente. Dopo averlo appeso, il ragazzo cade giù ma viene preso in braccio da Tohka e tutti tornano a casa. Nella scena seguente viene mostrato il contenuto del tanzaku che recita "Vorrei trascorrere un altro giorno con te". Una volta a casa, Shido prepara la cena per le ragazze mentre la foto di lui e Kurumi è appoggiata sulla sua scrivania. |                 |         |

### Terza stagione
| Nº serie | Nº | Titolo italiano (traduzione letterale) Giapponese 「Kanji」 - Rōmaji | In onda          | In onda |
| Nº serie | Nº | Titolo italiano (traduzione letterale) Giapponese 「Kanji」 - Rōmaji | Giapponese       |         |
| 23       | 1  | Il settimo spirito 「七番目の精霊」 - Nanaban-me no seirei | 11 gennaio 2019  |         |
| 23       | 1  | Dopo aver organizzato una festa a base di nabemono con gli Spiriti, Shido e l'equipaggio della Fraxinus partono per incontrare un nuovo Spirito apparso di recente. Quest'ultima si presenta come Natsumi, nome in codice "Witch", e si mostra inizialmente amichevole nei confronti di Shido, ma poi quando l'AST inizia ad attaccarla, cambia improvvisamente atteggiamento e senza ulteriori spiegazioni, dichiara che rovinerà la vita di Shido e se ne va. Il giorno dopo a scuola, Shido rimane sorpreso quando i suoi compagni e addirittura la sua insegnante lo accusano di aver commesso molteplici azioni perverse nei loro confronti. Dopo aver investigato per un po', scopre che la vera colpevole di questa serie di eventi è Natsumi, che ha assunto le sue sembianze per rovinare la sua reputazione, ma prima che Natsumi possa attaccare Shido, intervengono Tohka e Origami che distinguono facilmente il vero Shido da quello falso, costringendo la strega a ritirarsi. Alcuni giorni dopo, Kotori mostra a Shido una lettera di Natsumi contenente le immagini di dodici persone a lui vicine. Secondo il contenuto del messaggio, Natsumi si è travestita da uno di loro e sfida Shido a identificare l'impostore prima che tutti loro scompaiano. |                  |         |
| 24       | 2  | Riesci a trovarmi? 「私を見つけられる？」 - Watashi o mitsuke rareru? | 18 gennaio 2019  |         |
| 24       | 2  | Per scoprire chi tra i suoi amici è stato sostituito da Natsumi, Shido inizia ad avere appuntamenti con ciascuno di loro. Dopo aver incontrato Tohka, Yoshino, Hiroto e Yuzuru, Shido afferma che nessuno di loro potrebbe essere Natsumi sotto mentite spoglie. Tuttavia, a mezzanotte, Natsumi usa il suo potere per far scomparire Yuzuru. Kaguya rimane sconvolta dalla scomparsa della sorella ma gli altri la calmano dicendole che Yuzuru è partita per sottoporsi a qualche prova. Shido si rende conto che deve agire velocemente per trovare Natsumi prima che avvengono altre sparizioni. |                  |         |
| 25       | 3  | Natsumi sei tu 「七罪はおまえだ」 - Natsumi wa omae da | 25 gennaio 2019  |         |
| 25       | 3  | Shido esce con Kotori, Kaguya, Miyu, Ai, Mai, Mii, Tamae e Origami ma non è ancora in grado di capire da chi si sia travestita Natsumi. Perciò, la strega fa scomparire altre persone e rimangono solo Kotori, Kaguya, Miku e Origami. Le quattro ragazze rimaste e Shido si riuniscono per raccogliere idee riguardo all'identità di Natsumi. Quest'ultima poi si mette in contatto con loro e li informa che hanno solo tre tentativi rimasti. Mentre riflettono, discutono della possibilità che Natsumi possa effettivamente essere una delle persone già scomparse. Origami sostiene anche che Natsumi potrebbe non impersonare per forza una persona e pugnala con un coltello le foto per assicurarsi che la strega non si nasconda in una di esse. Il gruppo fa due diversi tentativi, entrambi errati, e perciò sia Kaguya che Origami vengono risucchiate da Haniel, l'Angelo di Natsumi. Miku perde le speranze e dà il suo ornamento per capelli a Shido e dice che non vuole che la forcina scompaia insieme a lei e desidera che lui abbia un suo ricordo. Il commento di Miku fa scattare qualcosa nella mente di Shido, il quale si rende conto che il pupazzo Yoshinon è riuscito a rispondere al telefono nonostante questi non possa vedere nulla senza la presenza di Yoshino. Shido riesce così a indovinare e Natsumi, finalmente sconfitta, perde momentaneamente il controllo di Haniel. Tutte le persone scomparse riappaiono e viene rivelata la vera forma di Natsumi, che si rivela essere quella di una bambina. Natsumi, arrabbiata per il fatto che gli altri abbiano visto il suo vero aspetto, trasforma gli altri Spiriti e Origami in una versione infantile di loro stessi. |                  |         |
| 26       | 4  | Trasformazione 「変身」 - Henshin | 1º febbraio 2019 |         |
| 26       | 4  | Mentre Shido è impegnato a gestire gli Spiriti e Origami nella loro forma infantile, Natsumi usa la sua magia per creare situazioni ridicole e assurde all'interno di casa sua. Nel frattempo, i massimi dirigenti delle Industrie DEM sono ansiosi di vendicarsi di Westcott e iniziano ad elaborare dei piani per ucciderlo ad ogni costo. Ad un certo punto Natsumi viene attaccata da un plotone della DEM guidato da Ellen, così Shido e gli altri Spiriti la salvano. Indebolita dalla battaglia, Natsumi non riesce a evocare il suo Angelo e viene portata sulla Fraxinus da Kotori. Shido parla con Natsumi e scopre che lo detesta perché ha visto la sua vera forma e che sicuramente non l'avrebbe nemmeno considerata se l'avesse incontrata con queste sembianze la prima volta che si sono visti. Altrove, Origami viene braccata dai suoi ex dipendenti e viene costretta ad accettare di lavorare per la DEM in cambio di informazioni riguardo all'incendio avvenuto 5 anni prima. Per tirare su di morale Natsumi, Shido e gli Spiriti la coinvolgono in attività che la fanno rilassare, come ad esempio portandola in un salone di bellezza, acquistandole dei vestiti e truccandola, per mostrarle che può diventare carina anche da bambina, ma poi lei fugge perché non riesce più a sopportare tutte queste attenzioni. |                  |         |
| 27       | 5  | Cade la disperazione 「絶望が落ちてくる」 - Zetsubō ga ochitekuru | 8 febbraio 2019  |         |
| 27       | 5  | Per verificare ciò che le altre pensano realmente di lei, Natsumi assume le sembianze di Kotori e chiede agli altri Spiriti il loro parere riguardo alla vera se stessa, ma ognuno di loro non sembra dimostrare alcun segno di antipatia o fastidio nei suoi confronti. Non volendo credere alla realtà dei fatti, Natsumi, sempre nei panni di Kotori, fugge via e finisce per scontrarsi con Shido, anche lui all'oscuro della sua reale identità. Dopo un breve dialogo fra i due, Natsumi se ne va via e Shido viene chiamato al telefono dalla vera Kotori che lo informa che c'è un'emergenza. Nel frattempo, i dirigenti della DEM fanno divergere un satellite per fare in modo che questo si schianti contro la città nel tentativo di uccidere Westcott. Mentre i cittadini raggiungono il rifugio, Shido inizia a cercare Natsumi in giro per la città dato che risulta scomparsa. La Fraxinus usa il proprio cannone per cercare di distruggere il satellite ma ciò non basta, così Kotori assume la sua forma Spirito ed impiega il suo Angelo per polverizzare la minaccia. Tuttavia appare un secondo satellite e Kotori non può fare nulla perché è troppo stanca. Così Shido tenta di usare la spada Sandalphon ma fallisce. Tohka, Yoshino, Yuzuru e Kaguya vengono in suo aiuto e tutti quanti finiscono per essere accerchiati da alcuni robot che vogliano ostacolarli. Mentre uno di questi cerca di uccidere Shido, appare Natsumi che lo salva e aiuta il ragazzo e gli altri Spiriti a distruggere il secondo satellite. Avendo finalmente accettato Shido e gli altri Spiriti come suoi amici, Natsumi si lascia sigillare i poteri da lui. All'improvviso viene sganciato un missile sulla città, ma questo viene successivamente distrutto con facilità da Origami che indossa una tuta da combattimento della DEM. |                  |         |
| 28       | 6  | Bivio 「分かたれた道」 - Wakata reta michi | 15 febbraio 2019 |         |
| 28       | 6  | Shido scopre che Origami ha lasciato la scuola e la va a cercare nel suo appartamento. Dopo aver notato che la porta è stata lasciata aperta, decide di entrare e nota che l'intera abitazione è completamente vuota e poco dopo qualcuno gli fa perdere i sensi. Mentre Kotori inizia a cercarlo, si scopre che Origami ha rapito Shido. La ragazza afferma che nonostante sappia che gli Spiriti non rappresentino una minaccia una volta sigillati, deve mantenere la promessa che fatto di eliminarli tutti per vendicare la morte dei suoi genitori. Dopo aver lasciato Shido da solo, Origami va a combattere Tohka e gli altri Spiriti mentre la Fraxinus viene intercettata da Ellen, che sta pilotando una delle navi della DEM. Nonostante la nave nemica sia equipaggiata con armi più efficienti, Kotori si rifiuta di arrendersi ed entrambi i velivoli combattono l'uno contro l'altro, mentre Shido continua a chiedere aiuto per farsi liberare. |                  |         |
| 29       | 7  | Il potere ricevuto 「もたらされた力」 - Motarasa reta chikara | 22 febbraio 2019 |         |
| 29       | 7  | Mentre Origami combatte contro gli altri Spiriti, Natsumi e Yoshino salvano Shido. La Fraxinus continua a combattere contro Ellen e la sua nave mentre Tohka fa di tutto per proteggere le altre dagli attacchi di Origami, poi recupera i suoi poteri originali e ferisce mortalmente la sua avversaria. Avendo perso la battaglia, Origami accetta l'offerta di Phantom di diventare più forte e si trasforma in uno Spirito legato all'Angelo Metatron, poi giura di uccidere tutti gli Spiriti e infine di suicidarsi per assicurarsi che nessun altro possa più soffrire a causa loro. Quando riprende la sua lotta contro Tohka, interviene Shido e così Origami decide di ritirarsi. Più tardi, mentre gli altri Spiriti stanno riprendendo le forze e Shido si prepara a sigillare nuovamente Tohka, Origami appare dinanzi a Kurumi. |                  |         |
| 30       | 8  | Il re demone della notte oscura 「闇降る夜の魔王」 - Yami furu yoru no maō | 1º marzo 2019    |         |
| 30       | 8  | Origami fa un fatto con Kurumi per farsi inviare nel passato e impedire la morte dei suoi genitori usando il dodicesimo proiettile di Kurumi, Yud Bet. Una volta tornata indietro nel tempo, affronta Phantom e tenta di eliminarlo, ma poco dopo scopre che è stato uno dei suoi stessi attacchi a uccidere i suoi genitori, perciò lo Spirito che era la fonte della sua vendetta non era altro che se stessa, e ciò le fa provare una profonda disperazione. Tornata nel presente, Origami si trasforma nella sua Forma Inversa, Satan, e si mostra totalmente priva di emozioni. Poco dopo, inizia ad attaccare l'intera città finendo per coinvolgere anche l'ospedale dove Shido e gli altri Spiriti si stanno riprendendo dalle ferite riportare nello scontro precedente. Nonostante l'aiuto degli Spiriti e il supporto della Fraxinus, Shido scopre che la sua voce non può più raggiungere Origami. Kurumi si rende conto che l'Origami del presente non più essere salvata e perciò invia Shido nel passato di 5 anni prima sperando che possa cambiare il passato. |                  |         |
| 31       | 9  | La città di Tengu, 5 anni fa 「五年前、天宮市」 - Gonenmae, Tengū-shi | 8 marzo 2019     |         |
| 31       | 9  | Kurumi, sincronizzatasi con Shido nel passato, lo aiuta a dirigersi nel punto in cui Kotori ha ricevuto i suoi poteri spirituali da Phantom. Usando la magia di Natsumi per assumere le sembianze di se stesso di 10 anni, Shido assiste agli eventi che hanno avuto luogo 5 anni prima e vedere l'Origami del futuro mentre attacca Phantom. Si rende conto che i genitori di Origami sono stati uccisi involontariamente da quest'ultima, facendole così assumere la sua Forma Inversa. Poco dopo, Shido salva e conforta l'Origami del passato, poi le dice che potrà sempre contare su di lui per qualsiasi cosa. In seguito, Kurumi porta Shido a incontrare la se stessa del passato, caratterizzata da una benda sull'occhio, che conosce il metodo per alterare la storia. La Kurumi con la benda sull'occhio si dimostra inizialmente scettica ma dopo aver parlato con la Kurumi del presente, raggiunge un accordo e rimanda Shido indietro nel tempo di alcune ore, dandogli così una seconda possibilità di cambiare gli eventi. Shido si nasconde per consentire a Phantom di dare a Kotori i suoi poteri, poi cerca di persuadere lo Spirito ad andarsene in modo tale che la lotta con l'Origami del futuro possa essere evitata. Phantom però si rivela più scaltro del previsto dato che afferma di sapere misteriosamente chi sia Shido e che è venuto dal futuro con l'aiuto di Kurumi. Lo Spirito si trasforma poi in una ragazza dai capelli rosa e si rifiuta di andarsene perché ha delle cose da fare. Appare poi l'Origami del futuro e lo scontro si ripete. Proprio quando la storia sembra destinata a ripetersi, Shido corre dove si trova l'Origami del passato, spinge via i genitori di quest'ultima e viene colpito al loro posto. Alla fine si sveglia nella sua camera da letto, incerto se la storia sia stata cambiata o meno. |                  |         |
| 32       | 10 | Un altro mondo, un'altra ragazza 「もうひとつの世界、もうひとりの彼女」 - Mōhitotsu no sekai, mōhitori no kanojo | 15 marzo 2019    |         |
| 32       | 10 | Shido scopre che il mondo è cambiato e nessuno sembra ricordarsi di Origami. Le ragazze notano che qualcosa sta turbando Shido, ma solo quest'ultimo nota il cambiamento nella sequenza temporale. Natsumi propone a Kotori e Yoshino di rallegrare Shido vestendosi con degli imbarazzanti abiti da cameriera. In seguito, Shido scopre le differenze di questa nuova linea temporale quando Kotori menziona uno Spirito non identificato chiamato "Satan" e in un filmato che gli viene mostrato riconosce che si tratta di Origami. Il giorno dopo, Origami appare come una nuova studentessa nella classe di Shido, che è però caratterizzata da una personalità totalmente diversa. Shido chiama Kotori al telefono per ottenere delle informazioni e scopre che Origami è stata un membro dell'AST fino a quando non ha deciso di ritirarsi per ragioni sconosciute. Durante la pausa pranzo, Shido parla con Origami e scopre che quest'ultima è entrata nell'AST per ragioni meno drammatiche di quelle originali. La ragazza afferma anche che crede che il ragazzo che "morì" per salvare i suoi genitori possa essere il fratello di Shido, e che i suoi genitori le hanno dato tanta felicità prima di morire in un incidente stradale avvenuto 4 anni prima. Qualche ora dopo, Shido, sentendosi stanco, decide di fare un sonnellino sul terrazzo. In seguito viene svegliato da Kurumi che gli rivela di ricordarsi tutto dalla vecchia linea temporale. Quando Origami li sorprende mentre sono insieme, si trasforma improvvisamente nella sua Forma Inverso e li attacca. Kurumi si ritira e Origami torna normale, ma sostiene di non ricordarsi ciò che è appena successo. |                  |         |
| 33       | 11 | L'angelo della notte stellata 「星降る夜の天使」 - Hoshi furu yoru no tenshi | 22 marzo 2019    |         |
| 33       | 11 | Shido chiarisce come lui e Kurumi siano gli unici a conservare il ricordo della linea temporale precedente. Reine intanto ha analizzato i filmati che mostrano la Forma Inversa di Origami e teorizza che, nonostante l'alterazione del continuum spazio-temporale, Origami possiede sia la personalità della se stessa attuale che quella dell'altra linea temporale, e che quest'ultima agisce come un meccanismo di autodifesa ogni volta che incontra uno Spirito. Shido poi rivela a Kotori e Reine che ha già programmato di mettere in atto il solito piano, ovvero quello di far innamorare Origami di sé e poi sigillare i suoi poteri. Il giorno dopo, Shido e Origami si presentano all'appuntamento dove le cose fra i due si sviluppano in modo genuino, ma poi il ragazzo si rifiuta di dare ascolto al consiglio del Ratatoskr e opta per la terza opzione, ovvero quella di andare in un love hotel. Tuttavia Shido ha un ripensamento, decide di portarla altrove, continua a scegliere le opzioni più improbabili e in ogni occasione emergono degli aspetti dell'Origami originale. Più tardi, Shido salva Origami dalla caduta dal bordo di un dirupo, ma poi quest'ultima nota la fiamma di Efreet che cura la ferita di Shido e si trasforma in Satan. Tohka e gli altri Spiriti avvertono il pericolo mentre la Fraxinus viene abbattuta da Origami. All'interno del subconscio di quest'ultima, Origami entra in conflitto con la precedente sé. Intanto arrivano gli altri Spiriti che iniziano ad aprire un varco per Shido, il quale sfrutta l'occasione per raggiungere Origami e prenderla per mano. Origami confessa che i sentimenti che provava per Shido non erano d'amore o affettivi e che si stava solo appoggiando a lui, poi il ragazzo le dice che non deve più portare i suoi fardelli da sola e la bacia, riportandola a indossare il suo vero Abito Astrale. Poco dopo viene mostrato che Kotori e l'equipaggio della Fraxinus sono sopravvissuti. Tempo dopo, Shido torna a scuola e vede che Tohka e Origami sono tornate a comportarsi con i loro rispettivi atteggiamenti della linea temporale precedente ma vi è una differenza, ovvero che adesso Origami lotta per conquistare l'amore di Shido. |                  |         |
| 34       | 12 | Far svenire Shido Itsuka 「五河士道を攻略せよ」 - Itsuka Shidō o kōryaku seyo | 29 marzo 2019    |         |
| 34       | 12 | Nell'ultimo periodo Shido dimostra forza e velocità fuori dal normale. Dopo un'attenta analisi, Reine afferma che il legame tra Shido e tutti gli Spiriti è drasticamente ridotto e ciò sta ostacolando la circolazione del potere spirituale, causando il surriscaldamento del suo corpo e la manifestazione di poteri soprannaturali. Per risolvere il problema, gli Spiriti devono baciare Shido per rendere sicuro il loro legame con lui prima di mezzanotte. Tuttavia, prima che possano agire, Shido distrugge l'infermeria e fugge via. Shido utilizza i poteri di Yoshino e Miku sulla gente della città e ne approfitta per baciare Ellen, il tutto per puro divertimento. Tutti gli Spiriti lo raggiungono e Shido dichiara che collaborerà solo se riusciranno a farlo innamorare di loro. In una villa si tiene una competizione, il Parco del Batticuore, dove le ragazze si vestono in costume da bagno per conquistare Shido. Origami propone di trasformare l'evento in uno da nudisti ma poi viene deciso che le ragazze dovranno spogliarsi poco alla volta per sedurre Shido. Siccome Kannazuki inizia a spingersi troppo oltre, la Fraxinus decide di interrompere le comunicazioni. In seguito Shido si fa sedurre dalle avances di Yuzuru, Kaguya, Natsumi, Yoshino, Kotori, Miku e Origami. Alla fine tocca a Tohka, tuttavia Shido perde i sensi e inizia a manifestare dei poteri spirituali anomali e sta iniziando a verificarsi un sisma spaziale più disastroso di quello di 30 anni prima. Gli Spiriti corrono contro il tempo per rallentarlo, Kotori dimostra di aver preparato un'arma per questa occasione ma Tohka e Origami le impediscono di utilizzarla. Kurumi decide di dare una mano fermando Shido, mentre le ragazze si alternano per baciarlo. A seguito di ciò, Shido e Tohka incrociano le rispettive spade Sandalphon e si scontrano. Tohka viene disarmata e dopo aver finalmente compreso cosa sia l'amore, lo bacia. Il corpo e la personalità di Shido guariscono, riportandolo alla normalità. Alla fine Shido e Tohka trascorrono un po' di tempo da soli in ospedale. |                  |         |

### Quarta stagione
| Nº serie | Nº | Titolo italiano Giapponese 「Kanji」 - Rōmaji | In onda        | In onda |
| Nº serie | Nº | Titolo italiano Giapponese 「Kanji」 - Rōmaji | Giapponese     |         |
| 35       | 1  | Niente panico. Questa è una trappola degli Spiriti 「あわてるな。これは精霊の罠だ」 - Awateru na. Kore wa seirei no wanada | 8 aprile 2022  |         |
| 35       | 1  | Kurumi attacca una struttura della DEM e trova lo Spirito catturato Nia Honjou, nome in codice "Sister". Qualche tempo dopo i recenti eventi, Shido si sottopone a visite mediche da Reine per confermare la sua salute, avendo dovuto sigillare l'energia magica degli Spiriti nel suo corpo per un lungo periodo di tempo. Mentre Mana si fa visitare da Kotori, Shido si dirige verso casa e si imbatte in Nia, che sta morendo di fare per strada. La conduce al suo posto di lavoro, una redazione di manga, dove Nia si rivela sia come Spirito che come autrice di manga. Grazie al suo Angelo, Raziel, Nia ha accesso a una conoscenza quasi illimitata del mondo e dell'umanità, e già conosce la missione di Shido. Per divertirsi, Nia decide di uscire con Shido, ma poi rivela di non essersi mai innamorata di nulla che non fosse un personaggio di fantasia. |                |         |
| 36       | 2  | E va bene, che 2D sia 「よろしい、ならば二次元だ」 - Yoroshii, naraba nijigen da | 15 aprile 2022 |         |
| 36       | 2  | I tentativi di Shido di conquistare il cuore di Nia, comportandosi come il suo personaggio manga preferito e comunicando con lei attraverso una demo di un videogioco, si rivelano infruttuosi. Ciò porta i membri del Ratatoskr ideare un piano: partecipare a un festival di manga e di presentare il proprio dōjinshi. Se vincono, Nia sarà costretta a leggerlo. Mentre gli Spiriti lavorano intensamente alla creazione del manga, Shido e Kotori visitano Hiroki Takajo, una vecchia amica di Nia, con la quale ha perso i contatti, facendole credere che non le piacesse più. Questo fa sorgere in Kotori il sospetto che Raziel abbia reso Nia consapevole dei pensieri oscuri delle persone, ma Shido è convinto che Nia non agirebbe mai in quel modo e che, con l'aiuto degli Spiriti, potrà superare questo ostacolo. Nel frattempo, Kurumi visita Nia e le chiede se esista un modo per distruggere lo Spirito Primitivo, responsabile della creazione di tutti gli Spiriti. Nia spiega che sconfiggere lo Spirito Primitivo in un combattimento diretto è impossibile, ma Kurumi crede di poterlo aggirare attraverso un viaggio nel tempo. Natsumi si occupa della maggior parte del manga e, sopraffatta dalla stanchezza, sviene tra le braccia di Shido. Tuttavia, gli Spiriti riescono a completare i preparativi per il festival giusto in tempo. |                |         |
| 37       | 3  | Ciò che è tuo, è mio 「君のものは私のもの」 - Kimi no mono wa watashi no mono | 22 aprile 2022 |         |
| 37       | 3  | Il festival Comico inizia con gli Spiriti e Nia che preparano i loro stand per vendere manga. Gli Spiriti chiedono aiuto ai loro amici e colleghi per le vendite, mentre Nia riceve una visita inaspettata dalla sua vecchia amica Takajo. Nonostante non comprenda perché Nia si sia allontanata da lei, Takajo desidera comunque sostenerla nel suo lavoro. Con l'intensificarsi della competizione, Nia confessa di avere difficoltà a fidarsi delle persone a livello personale, poiché Raziel la spinge costantemente a indagare sui segreti altrui e a violarne la privacy. Tuttavia, Shido le assicura che, qualunque cosa accada, continuerà a fidarsi di lei. Alla fine del festival, la competizione si conclude con un pareggio, ma Nia accetta di leggere il manga degli Spiriti, un racconto emozionante su come Shido li abbia salvati. Ciò la tocca profondamente e riaccende in lei ricordi dolorosi legati alle torture inflitte dalla DEM, orchestrate da Westcott. Con Raziel trasformato nel Re Demone Beelzebub, gli Spiriti cercano di rassicurare Nia. Tuttavia, Ellen e la nuova Wizard di Westcott, Artemesia Bell Ashcroft, rubano il cristallo Qlipha di Nia, fonte del suo potere come Spirito nella sua Forma Inversa. Westcott assimila il cristallo, acquisendo il potere di Beelzebub e ordinando una ritirata per assorbirne completamente l'energia. Tuttavia, un frammento del cristallo Sephira di Nia rimane nel suo corpo, permettendo a Shido di sigillare i suoi poteri. Mentre è in convalescenza, Nia decide di riallacciare i rapporti con Takajo e rivela agli altri Spiriti che tutti sono in realtà ex esseri umani, compresi i presunti "puri". |                |         |
| 38       | 4  | Lo Spirito dello spazio 「宙の精霊」 - Sora no seirei | 29 aprile 2022 |         |
| 38       | 4  | Un asteroide colpisce la scuola di Shido durante una lezione, e il Ratatoskr rivela che la causa è uno Spirito dello spazio che respinge gli attacchi delle forze DEM. Shido, utilizzando una telecamera per proiettarsi nello spazio, tenta di comunicare con lo Spirito Mukuro Hoshimiya. L'Angelo di Mukuro, Michael, possiede la capacità di spostare oggetti a lunga distanza e di bloccare o sbloccare le abilità fisiche e i ricordi di persone e oggetti. Mukuro ha utilizzato Michael su se stessa per sigillare le sue emozioni, diventando così una persona logica e priva di sentimenti. I tentativi di Shido di convincere Mukuro a tornare sulla Terra falliscono; ella sostiene che il potere ridotto degli Spiriti non li protegge da chi vuole far loro del male, come le forze della DEM. Mukuro minaccia inoltre di fermare la rotazione della Terra se qualcuno dovesse interrompere la sua solitudine, incluso Shido. Mentre la minaccia di cattura da parte della DEM incombe su Mukuro e sulla possibile distruzione della Terra, Kotori informa Shido che il Ratatoskr partirà nello spazio con la nuova astronave, la Fraxinus Excelsior, per salvare Mukuro. Prima del decollo, gli Spiriti ricevono la visita di Elliot Baldwin Woodman, presidente e fondate del Ratatoskr. Woodman rivela che, insieme a Westcott, Ellen e sua sorella Karen, aveva fondato la DEM per catturare gli Spiriti. Tuttavia, rendendosi conto dell'immoralità delle loro azioni e innamorandosi dello Spirito Primitivo, si separò da Westcott e fondò il Ratatoskr con Karen. Dopo aver ringraziato Shido per aver protetto gli Spiriti, Woodman viene trovato da Westcott, che utilizza il potere di Beelzebub per intrappolare gli Spiriti in un vuoto oscuro mentre si prepara ad affrontare Woodman. |                |         |
| 39       | 5  | Fairy Tale 「フェアリー・テイル」 - Fearī Teiru | 6 maggio 2022  |         |
| 39       | 5  | Usando il potere di Beelzebub, Westcott intrappola gli Spiriti in un mondo che mescola elementi di fiabe classiche e manga moderni, costringendoli a recitare le parti di personaggi immaginari. Shido riesce a riunirsi con gli Spiriti, che si rendono conto di non poter fuggire da questa dimensione fantastica da soli. Per tornare nel mondo reale, devono trovare un personaggio sufficientemente potente che possa aiutarli. Una versione alternativa di Shido, il protagonista del manga creato dagli Spiriti per il Comico, interviene e li assiste nel loro tentativo di tornare a casa. Prima di partire, però, avverte il suo personaggio originale di salvare Mukuro e aiutarla a confrontarsi con le sue emozioni. Quando gli Spiriti finalmente ritornano nel mondo reale, l'equipaggio della Fraxinus ha respinto con successo un attacco delle forze DEM e la nave si lancia nello spazio. |                |         |
| 40       | 6  | Il cuore aperto 「開かれた心」 - Hirakareta kokoro | 13 maggio 2022 |         |
| 40       | 6  | Woodman affronta Westcott mentre la Fraxinus si dirige verso Mukuro nello spazio. Grazie al Territory migliorato e ampliato della Fraxinus, Shido e gli Spiriti possono fluttuare nello spazio senza tute, permettendo loro di parlare direttamente con Mukuro. Tuttavia, la flotta DEM, guidata da Ellen, attacca la Fraxinus mentre Shido utilizza Haniel per creare una copia di Michael, sperando di sbloccare le emozioni sigillate di Mukuro. Nel frattempo, MARIA, l'intelligenza artificiale della Fraxinus, fornisce a Origami l'armatura da combattimento Brunhild per affrontare Artmesia, anch'essa coinvolta nel combattimento. Origami fonde Brunhild con il suo potere di Spirito, mentre gli Spiriti trasferiscono parte del loro potere alla Fraxinus, infliggendo danni significativi alla Goetia, la nave da guerra personale di Ellen, costringendola a ritirarsi. Shido riesce a sbloccare le emozioni di Mukuro, ma viene attaccato dalle rimanenti navi della DEM. Costretto a proteggere Mukuro con il proprio corpo mentre entrano nell'atmosfera, Shido viene recuperato dalla Fraxinus. Tuttavia, Mukuro sembra scomparsa fino a quando non si teletrasporta nel reparto medico della Fraxinus. Con le sue emozioni finalmente sbloccate, accetta felicemente di uscire con Shido. Nel frattempo, Ellen torna ala fianco di Westcott e lo trova ferito dopo lo scontro con Woodman. |                |         |
| 41       | 7  | I ricordi sigillati 「閉じられた記憶」 - Tojirareta kioku | 20 maggio 2022 |         |
| 41       | 7  | L'appuntamento di Shido con Mukuro procede senza intoppi, ma quando Mukuro esprime il desiderio di tenere Shido tutto per sé, lui ribadisce che il suo dovere è salvare tutti gli Spiriti, non solo lei. Il giorno seguente, Shido si sveglia e scopre che tutte le persone che ha incontrato, compresi gli Spiriti, non lo riconoscono. Mukuro rivela di essere responsabile della cancellazione dei suoi ricordi perché desidera che lui le appartenga. Inaspettatamente, due persone ricordano ancora Shido: la nuova Origami, nata dopo la creazione della nuova linea temporale da parte di Shido, e la Forma Inversa di Tohka, risvegliatasi durante la battaglia alle Industrie DEM. Tohka in Forma Inversa cerca vendetta contro Shido per un presunto affronto durante il loro primo incontro e si prepara a combattere Mukuro. Tuttavia, Origami, nel suo ruolo di paciere, propone che l'unico modo per risolvere il conflitto sia organizzare un appuntamento. Tuttavia, i tentativi di Tohka e Mukuro di sedurre Shido non fanno altro che metterlo a disagio. |                |         |
| 42       | 8  | La Chiave e la Spada 「鍵と剣」 - Kagi to ken | 27 maggio 2022 |         |
| 42       | 8  | Kotori e l'equipaggio del Ratatoskr, ancora privi di alcuni ricordi, monitorano l'appuntamento di Shido con Tohka e Mukuro, inviando gli Spiriti a cercarli. Origami propone di visitare la Tengu Tower, un luogo che Mukuro ha frequentato con la sua famiglia adottiva. Durante il tragitto, Mukuro si sente male e Tohka ne approfitta per tentare di baciarsi con Shido, scatenando l'ira di Mukuro e dando inizio a una battaglia tra le due. Durante il combattimento, Tohka riesce a tagliare una ciocca di capelli a Mukuro, il che la fa infuriare ulteriormente. In preda alla rabbia, Mukuro decide di usare Michael per fermare la rotazione della Terra, convinta che lei e Shido possano vivere per sempre nello spazio. Origami combina ancora una volta l'armatura di Brunhild con i suoi poteri di Spirito per affrontare Tohka, mentre Shido cerca di convincere gli Spiriti a salvare il pianeta. In un momento cruciale, Mukuro ricorda di aver usato i suoi poteri per far dimenticare a tutti l'esistenza della sorella adottiva Asahi, un atto che ha causato paura e rifiuto da parte della sua famiglia. Inorridita da ciò che ha fatto, Mukuro è sul punto di assumere la sua Forma Inversa, ma Shido la conforta, promettendo di essere la sua nuova famiglia. Shido sigilla i poteri di Mukuro e gli Spiriti riescono a salvare il pianeta. Tohka permette a Shido di baciarla mentre torna normale e tutti recuperano i loro ricordi riguardanti il ragazzo. Qualche giorno dopo, Shido e gli Spiriti tornano al liceo Raizen, dove trovano Kurumi ad attenderli. |                |         |
| 43       | 9  | La tentazione dell'incubo 「夢魔の誘惑」 - Muma no yūwaku | 3 giugno 2022  |         |
| 43       | 9  | Kurumi ha deciso di fare a Shido l'opportunità di sigillare i suoi poteri, a condizione che lui riesca a farla innamorare di lui. Se, invece, sarà lei a innamorarsi per prima, gli toglierà i poteri, portando alla sua morte. Shido accetta questa sfida perché desidera che Kurumi possa avere una vita normale e felice, nonostante i problemi che le sue azioni gli hanno causato in passato. Nel frattempo, Westcott ordina a Ellen e Artemisia di eliminare Shido, cercando anche un esercito di Spiriti artificiali chiamati Nibelcol per supportarli. Tuttavia, quando la DEM sta per attaccare Shido, viene fermata da Mana, che, sebbene a malincuore, riceve l'aiuto dei cloni di Kurumi e riesce a costringere la DEM a ritirarsi. Mentre gli Spiriti discutono della ricomparsa di Kurumi e dell'attacco della DEM, Nia rivela che Kurumi le aveva fatto visita prima del festival Comico, chiedendole informazioni su come uccidere lo Spirito Primitivo, apparso 30 anni prima. Il giorno seguente, Shido e Kurumi iniziano il loro appuntamento: Shido porta Kurumi a giocare con alcuni gatti. |                |         |
| 44       | 10 | Il tempo della fanciulla 「乙女の時間」 - Otome no kikan | 10 giugno 2022 |         |
| 44       | 10 | Shido e Kurumi pranzano insieme alla Raizen, mentre gli altri Spiriti si preparano per il prossimo San Valentino. Durante la notte, Shido viene inaspettatamente attaccato dai cloni Nibelcol nella sua casa, ma al suo risveglio si accorge che tutto sembra essere tornato alla normalità. Dopo i primi tentativi di sedurre Shido, gli Spiriti si dedicano alla preparazione dei cioccolatini, anche se la maggior parte di loro è inesperta e si affida all'aiuto di Reine. Durante le conversazioni, Reine racconta la storia del suo primo amore di tanto tempo fa. Nel frattempo, Kurumi arriva a casa con l'intenzione di preparare i suoi cioccolatini, mentre gli Spiriti accettano a malincuore di unirsi a lei per l'attività. |                |         |
| 45       | 11 | Il peccato dell'altro giorno 「過日の罪業」 - Kajitsu no zaigō | 17 giugno 2022 |         |
| 45       | 11 | Arriva il giorno di San Valentino e gli Spiriti preparano i loro regali di cioccolato per Shido, che esce nuovamente con Kurumi. Al calar della notte, Kurumi decide di raccontare a Shido la sua storia e lo porta in un edificio abbandonato che usa come rifugio. Qui, utilizza il suo Angelo per trasferire i suoi ricordi a Shido. Anni prima, Kurumi era una persona normale che si imbatté in Mio Takamiya, lo Spirito Primitivo. Mio riconosce il potenziale di Kurumi di entrare nel regno degli Spiriti e le dona un cristallo Sephira, trasformandola in uno Spirito e incaricandola di dare la caccia ai mostri in città. Kurumi inizia a uccidere i mostri come le aveva ordinato Mio, ma scopre in seguito che uno dei mostri era la sua amica Sawa, che aveva ricevuto un cristallo Sephira da Mio. Ciò rivela che tutti i mostri che Kurumi cacciava erano in realtà esseri umani mutati dai poteri instabili dei cristalli Sephira. Per tutto questo tempo, Mio aveva sfruttato gli esseri umani nel tentativo di raffinare i cristalli Sephira per legarli a individui capaci di controllare i loro poteri, come Kurumi stessa. Alla fine del racconto, Shido comprende finalmente la missione di Kurumi: desidera vendicare la morte di Sawa. |                |         |
| 46       | 12 | Metempsicosi di salvezza 「救済の輪廻」 - Kyūsai no rinne | 24 giugno 2022 |         |
| 46       | 12 | Kurumi confessa a Shido di non sentirsi degna di redenzione per le sue azioni nella sua ricerca di uccidere lo Spirito Primitivo. Tuttavia, promette che le sue azioni saranno annullate se i suoi piani avranno successo: intende usare i poteri di Shido per viaggiare indietro nel tempo, fino a prima che Mio la trasformasse in uno Spirito, per ucciderla. Per convincere Shido a cederle i suoi poteri e la sua vita, Kurumi si spoglia e offre il suo corpo, ma un gruppo di cloni Nibelcol attacca. Nonostante Kurumi riesca a sconfiggere le Nibelcol, crolla per la stanchezza. In quel momento, un clone di Kurumi proveniente da una linea temporale alternativa raggiunge il rifugio e rivela che Kurumi ha usato i viaggi nel tempo per proteggerlo dagli attacchi della DEM, poiché quest'ultima è già riuscita a ucciderlo 204 volte, ma ogni volta lei ha annullato la sua morte. Quando Shido chiede perché Kurumi non l'abbia semplicemente ucciso e preso i suoi poteri, invece di affrontare queste difficoltà per salvarlo, Kurumi ammette di essersi innamorata di lui. Una volta che la Kurumi originale si risveglia, lei e i suoi cloni rivalutano i loro piani fino a quando non si imbattono in Phantom, la misteriosa entità che ha creato gli Spiriti nel corso degli anni. I cloni di Kurumi attaccano e riescono a smascherare Phantom, che si rivela essere Reine, prima di portarla nel loro regno. Nel frattempo, Shido torna al quartier generale del Ratatoskr e informa gli Spiriti delle azioni di Kurumi e della sua intenzione di salvarla, mentre un'altra Reine li osserva. |                |         |

### Quinta stagione
| Nº serie | Nº | Titolo italiano Giapponese 「Kanji」 - Rōmaji | In onda        | In onda |
| Nº serie | Nº | Titolo italiano Giapponese 「Kanji」 - Rōmaji | Giapponese     |         |
| 47       | 1  | Segnali dell'inizio delle ostilità 「開戦の狼煙」 - Kaisen no noroshi | 10 aprile 2024 |         |
| 47       | 1  | Dopo aver temporaneamente intrappolato Phantom in un regno di ombre, Kurumi e il suo esercito di cloni si preparano a entrare in guerra contro la DEM. Allo stesso tempo, Westcott e le sue forze si rendono conto che Kurumi sta interferendo con i loro piani per eliminare Shido, quindi pianificano di uccidere entrambi. Nel frattempo, Shido ha già condiviso tutto ciò che ha appreso da Kurumi con gli Spiriti e il Ratatoskr. I suoi alleati concordano sul fatto che, indipendentemente dagli eventi futuri, non possono consegnare il potere degli Spiriti di Shido, poiché non sanno se Kurumi sarà in grado di sconfiggere lo Spirito Primitivo con esso. Mukuro propone di utilizzare Michael per sbloccare i ricordi di Shido riguardo allo Spirito Primitivo, ma lui riesce a ricordare solo una vaga visione di Phantom, e lo sforzo gli prova un collasso. Al suo risveglio, Mukuro e Kotori decidono di non usare Michael su Mana, temendo che possa ricordare il trauma subito durante gli esperimenti della DEM, come accaduto a Nia. Il giorno successivo, uno dei cloni di Kurumi, agendo indipendentemente dalla sua padrona, informa Shido e Kotori che la DEm sta preparando un attacco su larga scala al Ratatoskr. Di conseguenza, Kotori suggerisce di affrontare direttamente la DEM; anche Woodman è d'accordo con questo piano. Nia consiglia di mantenere segreti i dettagli del piano per evitare che Westcott ne venga a conoscenza attraverso Beelzebub. Il clone indipendente di Kurumi torna dalla Kurumi originale, aspettandosi di essere punito per la sua disobbedienza. Tuttavia, la Kurumi originale le permette di vivere mentre continua i preparativi per la guerra. Nel frattempo, Origami e Mana si recano al quartier generale dell'AST per informare il capitano Kusakabe, Mikie e Mildred dell'esistenza del Ratatoskr e chiedere loro di non obbedire agli ordini della DEM durante la battaglia. Tuttavia, Kusakabe decide di seguire i suoi superiore, anche se ciò significa andare contro Origami, che le chiede di rimanere nelle retrovie durante il conflitto e rivela persino di essere uno Spirito. |                |         |
| 48       | 2  | L'ultimo riposo 「最後の休息」 - Saigo no kyūsoku | 17 aprile 2024 |         |
| 48       | 2  | Gli Spiriti si stanno preparando per la battaglia contro la DEM, mentre preparano spuntini Shido e gli altri. Come parte della loro preparazione mentale, cucinano deliberatamente pasti con ingredienti che non gradiscono, rendendo difficile mangiare ciò che hanno preparato. Alla sera, Tohka confida a Shido i suoi sentimenti per Kurumi, esprimendo insicurezza riguardo al suo tentativo di salvarla. È preoccupata che se non le permetteranno di affrontare lo Spirito Primitivo, potrebbe perdere l'unica opportunità di salvare i suoi amici. Tohka si sente in colpa per i pericoli che Shido ha dovuto affrontare per il bene degli Spiriti e riflette su come sarebbe stato meglio per loro non incontrarlo, se ciò avesse significato risparmiargli tali difficoltà. Tuttavia, Shido ribatte di essere felice di aver conosciuto gli Spiriti e di averli inclusi nella sua vita. Il giorno seguente, Ratatoskr affronta la flotta della DEM nei cieli sopra alla città di Tengu, mentre la popolazione si rifugia nei rifugi sotterranei a causa di un'allerta per un sisma spaziale. Per aumentare le possibilità di vittoria, Kotori chiede agli Spiriti di partecipare alla battaglia. Origami e Mana deducono che i Realizer della DEM sono stati programmati per sincronizzarsi con l'attività cerebrale di Artemisia,; catturandola, potrebbero trovare un modo per disattivarli. Anche MARIA crede che Shido possa neutralizzare l'esercito delle Nibelcol, ma per farlo dovrà essere in prima linea, una decisione che Shido accetta. L'ammiraglia della DEM, con Westcott ed Ellen a bordo, schiera le unità Bandersnatch contro la Fraxinus, ma viene attaccata dai cloni di Kurumi. |                |         |
| 49       | 3  | La rinascita dello Spirito 「精霊の復活」 - Seirei no fukkatsu | 24 aprile 2024 |         |
| 49       | 3  | Gli Spiriti si schierano sul campo di battaglia proprio quando l'AST arriva e riceve istruzioni dalla DEM per sostenere le loro forze. Yoshino e Mukuro si mettono in guardia per proteggere Kusakabe e la sua squadra, che rischiano di essere colpite dalle armi della DEM. Dopo che Kusakabe ha capito che la DEM intendeva usarle come carne da cannone, l'AST decide di schierarsi con il Ratatoskr. Ellen e Artemesia si uniscono alla battaglia, mentre Woodman si prepara a intercettarle, anche a costo della propria vita. Nel tentativo di fermarlo, Karen confessa di essere innamorata di lui e propone di fuggire insieme per costruire una vita insieme altrove. Woodman declina gentilmente e attiva la sua unità personale Realizer, che inverte la sua età facendolo tornare giovane, così da poter combattere Ellen ad armi pari. Mukuro utilizza Michael su Artemisia, annullando il suo lavaggio del cervello. Nel frattempo, Tohka, Kaguya e Yuzuru distraggono l'esercito delle Nibelcol abbastanza a lungo da permettere a Shido di attuare il piano di MARIA per fermarle, ovvero quello di mandare a loro dei baci o baciarle direttamente. Le Nibelcol, sopraffatte dall'emozione, si trasformano in innocui pezzi di carta. Shido si riunisce con Kurumi, che desidera ancora assorbire i suoi poteri spirituali per distruggere lo Spirito Primitivo e impedire la creazione degli Spiriti. Tuttavia, Shido non vuole che ciò accada, poiché significherebbe annullare il loro incontro. Propone quindi di affrontare lo Spirito Primitivo al posto di Kurumi e riscrivere la storia per garantire un futuro felice a tutti. Un clone indipendente di Kurumi si sacrifica affinché lei e Shido possano sconfiggere le Nibelcol, ma improvvisamente Mio Takamiya, lo Spirito Primitivo, emerge dal petto di Kurumi, ferendola gravemente. |                |         |
| 50       | 4  | Lo Spirito Primitivo 「始原の精霊」 - Shigen no seirei | 1º maggio 2024 |         |
| 50       | 4  | Trent'anni fa, lo Spirito Primitivo appare nella città di Tengu e incontra Shinji Takamiya, che decide di portarla a casa sua. Qui, spiega la situazione a sua sorella Mana, che acconsente a far rimanere lo Spirito, e Shinji la chiama "Mio Takamiya". Mio non ricorda chi è né da dove proviene, ma impara rapidamente a comunicare e i Takamiya la accolgono come parte della loro famiglia. Shinji e Mio trascorrono molto tempo insieme, sviluppando un forte legame affettivo. Dopo aver vinto un orsacchiotto in una gru per Mio, Shinji trova il coraggio di chiederle un appuntamento. Mio accetta, non avendo però idea di cosa comporti. Per aiutarla, Mana contatta la sua amica Haruko Homura, futura madre di Kotori, affinché prepari Mio per l'incontro. L'appuntamento si svolge il giorno successivo, con Shinji che porta Mio a fare una passeggiata sulla spiaggia. Tuttavia, nel pomeriggio, vengono inseguiti dagli uomini di Westcott, intenzionati a catturare Mio. Woodman, notando la felicità di Mio con Shinji, interviene per aiutarli a fuggire. Ma Westcott rivela di aver catturato Mana e che l'avrebbe liberata solo se Mio fosse andata con lui. Pur essendo disposta a sacrificarsi per salvare Mana, Shinji si oppone fermamente e tenta di scappare con Mio. Tuttavia, Westcott lo uccide con una pistola. Inorridita dalla morte di Shinji, Mio scatena un sisma spaziale che devasta parte della città. Westcott riesce a fuggire grazie a un incantesimo di teletrasporto mentre Mio assorbe il corpo senza vita di Shinji nel proprio, promettendo di ricrearlo e di non lasciarlo mai più andare. |                |         |
| 51       | 5  | Mio, la madre 「母なる零」 - Hahanaru Zero | 8 maggio 2024  |         |
| 51       | 5  | Il piano di Mio per resuscitare Shinji prevede di ospitarlo nel suo grembo e trasformarlo in uno Spirito, come lei. Tuttavia, consapevole che il corpo umano non può gestire un simile potere, decide di distribuire la sua energia tra le donne che diventeranno gli Spiriti. In questo modo, Shinji, che rinascerà come Shido, potrà assorbire quel potere e diventare simile a Mio. Nel presente, dopo la morte di Kurumi a causa delle ferite subite, Mio utilizza il suo Sephira per ripristinare i ricordi di Shido dalla sua vita passata, confermando che Shinji e Shido sono la stessa persona. A bordo della Fraxinus, Reine si rivela essere un'altra parte di Mio, inviata per osservare i progressi di Shido nella raccolta del potere degli Spiriti. Mio e Reine si uniscono in un'unica entità, desiderando che Shido si unisca a lei nell'eternità. Tuttavia, Shido è inorridito dalla determinazione di Mio e Tohka, Kaguya e Yuzuru cercano di proteggerlo. Mio teletrasporta Shido in un rifugio sotterraneo insieme agli altri studenti della Raizen per evitarne il ferimento. Utilizzando il suo Angelo, Ain Soph Aur, Mio estende un vasto campo di energia che neutralizza diversi combattenti di entrambe le fazioni. Origami avverte Kusakabe di rifugiarsi sulla Fraxinus mentre gli Spiriti si dirigono ad aiutare Shido. Nel frattempo, Woodman cerca di far ragionare Ellen, ancora arrabbiata per il tradimento di Woodman nei confronti suoi e di Westcott. Nonostante i loro sforzi, Tohka, Kaguya e Yuzuru non riescono a superare le barriere difensive di Mio. Quest'ultima uccide Kaguya e prende il suo Sephira, causando grande disperazione in Yuzuru. Shido spiega ai suoi compagni che Tohka e gli Spiriti sono in pericolo e deve intervenire. I suoi compagni accettano di distrarre la professoressa Okamine mentre torna sul campo di battaglia, solo per scoprire che Westcott lo sta aspettando, pronto a combattere per dimostrare chi merita davvero il potere degli Spiriti. |                |         |
| 52       | 6  | I tre maghi 「三人の魔術師」 - San'nin no majutsu-shi | 15 maggio 2024 |         |
| 52       | 6  | Westcott, Woodman, Ellen e Karen vivono insieme in un villaggio remoto di maghi. Quando Isaac, da bambino, perde la madre, non prova dolore; anzi, si rende conto di trarre piacere dalla sofferenza altrui e decide di nascondere i suoi sentimenti. Dopo che il villaggio viene distrutto da chi teme la magia, Isaac convince i suoi amici a unirsi a lui per creare un mondo di maghi e vendicare la loro comunità. I quattro maghi si rifugiano in un orfanotrofio finché Isaac non viene adottato da una coppia benestante. Dopo che i genitori di Isaac muoiono in un incidente, forse orchestrato da lui stesso, egli usa l'eredità per finanziare la sua ricerca sulla magia. Con l'aiuto dei suoi amici, sviluppa una "Formula dello Spirito", un'equazione mistica per creare un'entità di pura magia capace di riscrivere le leggi naturali. Tuttavia, il loro esperimento provoca il primo sisma spaziale della storia e dà vita a Mio, lo Spirito Primitivo. Alla fine del suo racconto, Westcott ammette di aver ucciso Shinji, sperando che ucciderlo nuovamente gli darà abbastanza potere per sfidare Mio. Disgustato dalla sua crudeltà, Shido si prepara a combattere. Nel frattempo, Woodman sconfigge Ellen e distrugge il suo Realizer. Tuttavia, il suo stesso Realizer riduce la sua vita, e lui muore in ginocchio mentre contempla il potere di Mio. Yuzuru, inorridita dalla morte della sorella, attacca furiosamente Mio, che la uccide e prende il suo Sephira. Origami, Yoshino, Mukuro e Mana arrivano per sostenere Tohka, ma Mio attiva Ain Soph, creando una tasca dimensionale che copre gran parte della città. Rivela che la tecnologia del Territory sviluppata dalla DEM è solo una copia imperfetta del suo potere e dimostra la sua superiorità annullando gli attacchi degli Spiriti e ripristinando i ricordi di Mana. Nonostante i tentativi di Yoshino e Mukuru di fermarla, Mio le uccide e prende anche i loro Sephira. |                |         |
| 53       | 7  | L'albero del mondo perde le foglie 「世界樹は落葉し」 - Seikaiju wa rakuyō shi | 22 maggio 2024 |         |
| 53       | 7  | Le forze rimanenti dell'AST si rifugiano sulla Fraxinus, dove vengono accolte da Kotori. Durante questo incontro, riconoscono Kannazuki, un ex membro e il pilota più abile dell'AST, esprimendo sorpresa per la capacità di Kotori di tenerlo sotto controllo nonostante il suo comportamento eccentrico. Nel frattempo, Westcott utilizza le Nibelcol per sottomettere Shido, ma viene salvato da Miku e Natsumi. Grazie all'onniscenza di Beelzebub, Westcott riesce a schivare gli attacchi di Shido, finché quest'ultimo non lo sorprende con un attacco improvvisato e riesce a sconfiggerlo. La Fraxinus lancia un attacco contro il Territory di Mio. Tohka e Origami sfruttano questa distrazione per attaccarla direttamente, ma Mio riesce a ucciderle e a prendere i loro Sephira. Successivamente, Mio si dirige verso il ponte della Fraxinus, dove ripete lo stesso destino con Nia. Kotori interroga Mio, chiedendole se la loro amicizia durante il periodo in cui era Reine fosse stata una bugia. Mio risponde affermando che considera Kotori la sua migliore amica, ma è disposta a sacrificare tutto pur di riportare in vita Shinji; quindi la uccide e rivendica il suo Sephira. Westcott chiede a Shido di ucciderlo, ma il ragazzo rifiuta. Tuttavia, arriva Mio e uccide Westcott, Miku e Natsumi, prendendo anche i loro Sephira. Dopo aver raccolto tutti i Sephira, Mio si avvicina a Shido e dichiara che è giunto il momento di rinascere come Shinji per poter stare insieme per sempre. |                |         |
| 54       | 8  | Colui che ha premuto il grilletto 「引き金に指を掛けたのは」 - Hikigane ni yubi o kaketa no wa | 29 maggio 2024 |         |
| 54       | 8  | Dopo la sua apparente morte per mano di Mio, Tohka viene teletrasportata nel vuoto, dove è accompagnata solo dal suo io in Forma Inversa. Quest'ultima le spiega che si trovano all'interno di Mio e che questa situazione è unica per loro, poiché, a differenza degli altri Spiriti, non erano umane in precedenza. Infatti, sono nate involontariamente quando il loro Sephira ha acquisito una volontà propria. Tohka Forma Inversa rivela che c'è ancora un modo per tornare nel regno dei vivi e aiutare Shido, ma avverte che questo aiuto sarà temporaneo e che Mio le ucciderà di nuovo. Tohka accetta comunque per dare a Shido un'ultima possibilità di salvare tutti e si prepara ad uscire da Mio. Nel frattempo, Shido perde la volontà di combattere dopo aver appreso della morte di tutti gli Spiriti ed è sul punto di permettere a Mio di cancellare i suoi ricordi nel tentativo di resuscitare Shinji, ma Tohka ritorna sul campo di battaglia e lo sprona a non arrendersi. Insieme, riescono a ferire Mio, costringendola ad attivare il suo terzo Angelo, Ain, per eliminare definitivamente Tohka. Nonostante ciò, Shido non si arrende e continua a combattere fino all'arrivo dell'ultimo clone di Kurumi, che rivela che la Kurumi originale l'ha inviata nel futuro prima di morire. Tuttavia, anche questo clone cade sotto i colpi di Mio, ma il suo sacrificio permette a Shido di utilizzare il sesto proiettile di Zafkiel per tornare indietro nel tempo fino alla notte prima dell'inizio della battaglia con la DEM. Dopo essere stato confortato da Tohka, Shido capisce che per salvare tutti e cambiare il futuro deve uscire con Reine. |                |         |
| 55       | 9  | Un "secondo" appuntamento 「『二度目』のデート」 - “Futatabime” no Dēto | 5 giugno 2024  |         |
| 55       | 9  | Dopo aver convinto Reine a uscire con lui, Shido rivela a Kotori tutta la verità, e lei accetta di aiutarlo nel suo piano. Origami, che ha origliato la conversazione, informa gli altri Spiriti della situazione, e tutti decidono di unirsi a loro. Shido comunica anche al clone indipendente di Kurumi che Mio è già dentro la Kurumi originale e le chiede di avvisarla affinché Mio non se ne accorga. Il giorno seguente, Shido inizia il suo appuntamento con Reine, assistito dagli Spiriti e dall'equipaggio della Fraxinus. Per evitare sospetti, utilizza un dispositivo sulla clavicola. Porta Reine in un hotel dove si rilassano insieme in un bagno; durante questo momento, Shido chiede a Reine del suo passato e lei gli parla dei suoi ricordi prima di essere accolta dalla famiglia Itsuka. Shido confessa di non avere quasi alcun ricordo di sua madre, ma è certo che si sia dovuta separare da lui per un buon motivo e che lo amasse, rendendola felice. Nel frattempo, Westcott apprende tramite Beelzebub quanto accaduto nel futuro e decide di anticipare la battaglia tra la DEM e il Ratatoskr, adottando contromisure aggiuntive per affrontare non solo Shido e i suoi amici, ma anche Mio. Shido continua il suo appuntamento con Reine portandola sulla stessa spiaggia dove Mio e Shinji erano andati decenni prima, suscitando grande gioia in Reine. |                |         |
| 56       | 10 | Un campo di battaglia impossibile 「あり得ないはずの戦場」 - Ari enai hazu no senjō | 12 giugno 2024 |         |
| 56       | 10 | Shido porta la massimo l'affetto di Reine e la bacia, ma non riesce a sigillare il suo potere. Invece, Reine attinge ai suoi ricordi e scopre ciò che è accaduto nel futuro. In quel momento, arriva Kurumi e affronta Reine, mentre l'altra metà di Mio emerge dal corpo di Kurumi. Prima di morire, Kurumi utilizza Zafkiel, impedendo a Mio di reclamare il suo Sephira. Shido viene salvato e portato a bordo della Fraxinus mentre la flotta della DEM attacca Mio. Con Mio occupata a contrattaccare, Westcott invia alcuni Bandersnatch per invadere la scuola di Shido e la sede dell'AST, prendendoli in ostaggio e chiedendo a Shido e Kotori di arrendersi. Tuttavia, Mukuro usa il suo teletrasporto per inviare gli altri Spiriti a salvare i loro amici. Ellen ne approfitta per invadere la Fraxinus e attacca Shido e Kotori. Mana interviene per proteggerli, e i tre uniscono le forze contro Westcott, Ellen, Artemisia e le Nibelcol. Nonostante i loro sforzi, vengono sopraffatti dai nemici fino all'arrivo dei cloni di Kurumi, che si presentano davanti a loro. |                |         |
| 57       | 11 | Un paradiso effimero 「仮初めの楽園」 - Kari hajime no rakuen | 19 giugno 2024 |         |
| 57       | 11 | Mentre i cloni di Kurumi sconfiggono le Nibelcol, Kurumi attacca Westcott, estraendo Beelzebub, riconvertendolo in Raziel e assorbendolo. Mentre Ellen e Artemisia fuggono con Westcott ferito, Kurumi rivela a Shido che il clone che la precede è un altro clone a cui l'originale ha trasferito i suoi ricordi e il suo Sephira, prima di essere uccisa da Mio. Mio appare dinanzi a Shido e agli Spiriti, e il ragazzo la affronta, dichiarando che anche se cancella i suoi ricordi e li sostituisce con quelli di Shinji, non potrà mai resuscitare completamente Shinji. Mio attacca il gruppo, e Shido decide di tentare nuovamente di sigillare Mio, consapevole che non potrà resettare la linea temporale con Zafkiel. Kurumi accetta il suo piano baciandolo e trasferendo il potere di Zafkiel e Raziel nel suo corpo. Con il potere di tutti e dieci gli Spiriti, Shido si avvicina a Mio e la bacia. Entrambi vengono avvolti in una sfera di luce, e Shido si risveglia su una spiaggia creata dai ricordi di Mio, dove incontra Reine, Mio e Shinji. Mentre i quattro trascorrono del tempo all'interno di questo spazio chiuso, Shido realizza che le vere intenzioni di Mio non erano di creare lui come sostituto di Shinji, ma piuttosto di renderlo abbastanza forte da poterla uccidere. Nel frattempo, al di fuori della sfera, Westcott si avvicina agli Spiriti per iniziare un rituale che lo trasformerà in un nuovo Spirito Primitivo. |                |         |
| 58       | 12 | E la sua scelta è... 「そして彼女が選ぶのは」 - Soshite kanojo ga erabu no wa | 26 giugno 2024 |         |
| 58       | 12 | Mio decide di lasciare che Shido la uccida, ma lui si oppone, scegliendo invece di sigillarla affinché possa vivere con lui e gli altri Spiriti. Tuttavia, Westcott completa il rituale e si trasforma in uno Spirito Primitivo. Dopo aver salutato Shinji e Reine, Shido e Mio uniscono le forze per affrontare Westcott. Quest'ultimo utilizza i suoi Re Demoni, Belial e Athiel, controparti malvagie di Ain Soph e Ain Soph Aur, per cercare di fermare Shido, ma Mio concede a ciascuno degli Spiriti l'accesso al loro pieno potere. Insieme agli altri Spiriti, Mio e Shido contribuiscono a sconfiggere Westcott, assistiti da MARIA, che ha ottenuto un corpo fisico grazie all'Angelo Raziel di Nia, diventando così una controparte delle Nibelcol. Utilizzando ciascuno dei loro Angeli per lanciare un attacco su larga scala contro Westcott, riescono a logorare il suo corpo fino a fargli perdere il controllo dei suoi poteri. Mio dichiara di amare Shido, anche se non nella stessa misura di Shinji, e si sacrifica per fermare Westcott, riunendosi a Shinji nell'aldilà. Ferito a morte, Westcott ha un ultimo incontro con Ellen, Elliot e Karen prima di morire, mentre Shido e gli Spiriti piangono la morte di Mio. Qualche tempo dopo, tutti tornano alle loro vite normali, mentre Shido e Tohka escono insieme per un appuntamento. |                |         |

## Home video

### Giappone
La prima stagione è stata pubblicata in DVD e Blu-ray dal 28 giugno al 29 novembre 2013. Un OAV è uscito il 6 dicembre 2013.
| N° | Data              | Episodi | Fonte  |
| -- | ----------------- | ------- | ------ |
| 1  | 28 giugno 2013    | 1–2     | [ 82 ] |
| 2  | 26 luglio 2013    | 3–4     | [ 84 ] |
| 3  | 30 agosto 2013    | 5–6     | [ 85 ] |
| 4  | 27 settembre 2013 | 7–8     | [ 86 ] |
| 5  | 25 ottobre 2013   | 9–10    | [ 87 ] |
| 6  | 29 novembre 2013  | 11–12   | [ 83 ] |
| 7  | 6 dicembre 2013   | OAV     | [ 2 ]  |

La seconda stagione è stata pubblicata in DVD e Blu-ray dal 27 giugno al 31 ottobre 2014. Un OAV è uscito il 9 dicembre 2014.
| N° | Data              | Episodi | Fonte  |
| -- | ----------------- | ------- | ------ |
| 1  | 27 giugno 2014    | 1–2     | [ 88 ] |
| 2  | 25 luglio 2014    | 3–4     | [ 90 ] |
| 3  | 29 agosto 2014    | 5–6     | [ 91 ] |
| 4  | 26 settembre 2014 | 7–8     | [ 92 ] |
| 5  | 31 ottobre 2014   | 9–10    | [ 89 ] |
| 6  | 9 dicembre 2014   | OAV     | [ 8 ]  |

La terza stagione è stata pubblicata in DVD e Blu-ray dal 24 maggio al 26 giugno 2019.
| N° | Data           | Episodi | Fonte  |
| -- | -------------- | ------- | ------ |
| 1  | 24 maggio 2019 | 1–6     | [ 93 ] |
| 2  | 26 giugno 2019 | 7–12    | [ 93 ] |

La quarta stagione è stata pubblicata in DVD e Blu-ray dal 24 agosto al 12 ottobre 2022.
| N° | Data            | Episodi | Fonte  |
| -- | --------------- | ------- | ------ |
| 1  | 24 agosto 2022  | 1–6     | [ 94 ] |
| 2  | 12 ottobre 2022 | 7–12    | [ 94 ] |

La quinta stagione è stata pubblicata in DVD e Blu-ray dal 24 luglio al 28 agosto 2024.
| N° | Data           | Episodi | Fonte  |
| -- | -------------- | ------- | ------ |
| 1  | 24 luglio 2024 | 1–6     | [ 95 ] |
| 2  | 28 agosto 2024 | 7–12    | [ 95 ] |